# SAIC-GM-Wuling
SAIC-GM-Wuling Automobile (上汽 通用 五菱 汽车 股份有限公司, сокращенно SGMW) — китайская автомобильная компания, совместное предприятие шанхайской SAIC Motor, американской General Motors и местной Liuzhou Wuling Motors. Штаб-квартира расположена в городе Лючжоу (Гуанси-Чжуанский автономный район), производит коммерческие и пассажирские автомобили (в том числе электромобили), продаваемые в Китае под брендами Wuling, Baojun, Hongguang и Buick.

## История
В 2011 году SGMW продала в Китае 1,286 млн автомобилей, в 2012 году — 1,445 млн. В 2015 году SGMW инвестировала 1 млрд долларов США в строительство индустриального парка площадью 60 га в Бекаси. В 2021 году объем продаж компании превысил 1,76 млн автомобилей, что на 13,5 % больше, чем за предыдущий год; объем продаж автомобилей на новых источниках энергии вырос на 160 % в годовом выражении и составил 452 238 единиц; объем экспорта готовых легковых автомобилей и автомобильных компонентов в 40 стран мира вырос на 88 % в годовом выражении.
В августе 2022 года SAIC-GM-Wuling открыла завод по сборке электромобилей Wuling в городе Бекаси (Индонезия). По итогам 2022 года было продано более 1,6 млн автомобилей, в том числе 600 тыс. единиц на новых источниках энергии (+ 33 % в годовом исчислении); экспорт автомобилей компании вырос на 33 % в годовом исчислении и достиг 193 579 единиц.

## Деятельность
В ноябре 2021 года с производственной линии компании сошёл 25-миллионый автомобиль; с 1985 года по ноябрь 2021 года SAIC-GM-Wuling в общей сложности продала более 19,5 млн автомобилей марки Wuling; продажи марки Baojun достигли 5 млн штук с начала её производства в 2010 году; общий объем продаж автомобилей на альтернативных источниках энергии превысил 650 тыс. штук с момента выхода первой модели Baojun E100 в 2017 году.
Автосборочные заводы компании расположены в Лючжоу и Циндао. Дочерняя компания SGMW Motor Indonesia производит электромобили в Бекаси (Индонезия).

## Модельный ряд
- Baojun E100
- Baojun E200
- Baojun E300
- Baojun Yep
- Baojun 510
- Baojun 530
- Baojun 730
- Baojun RC-5
- Baojun RC-6
- Baojun RM-5
- Baojun RS-3
- Baojun RS-5
- Baojun RS-7
- Wuling Zhengtu
- Wuling Zhengcheng
- Wuling Xingwang
- Wuling Xingchi
- Wuling Rongguang
- Wuling Dianka
- Wuling Yangguang

## Галерея

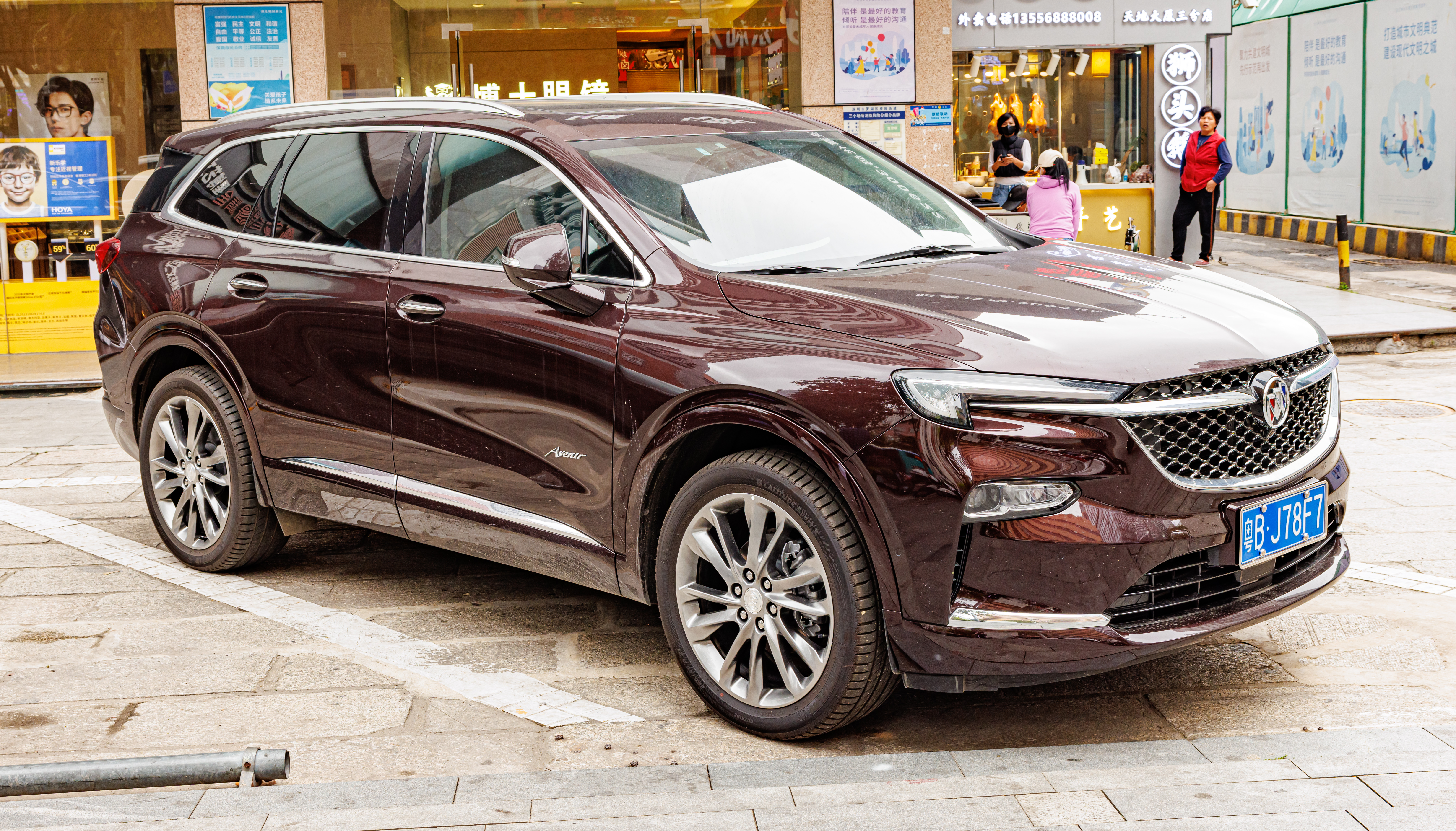
Buick Enclave Avenir
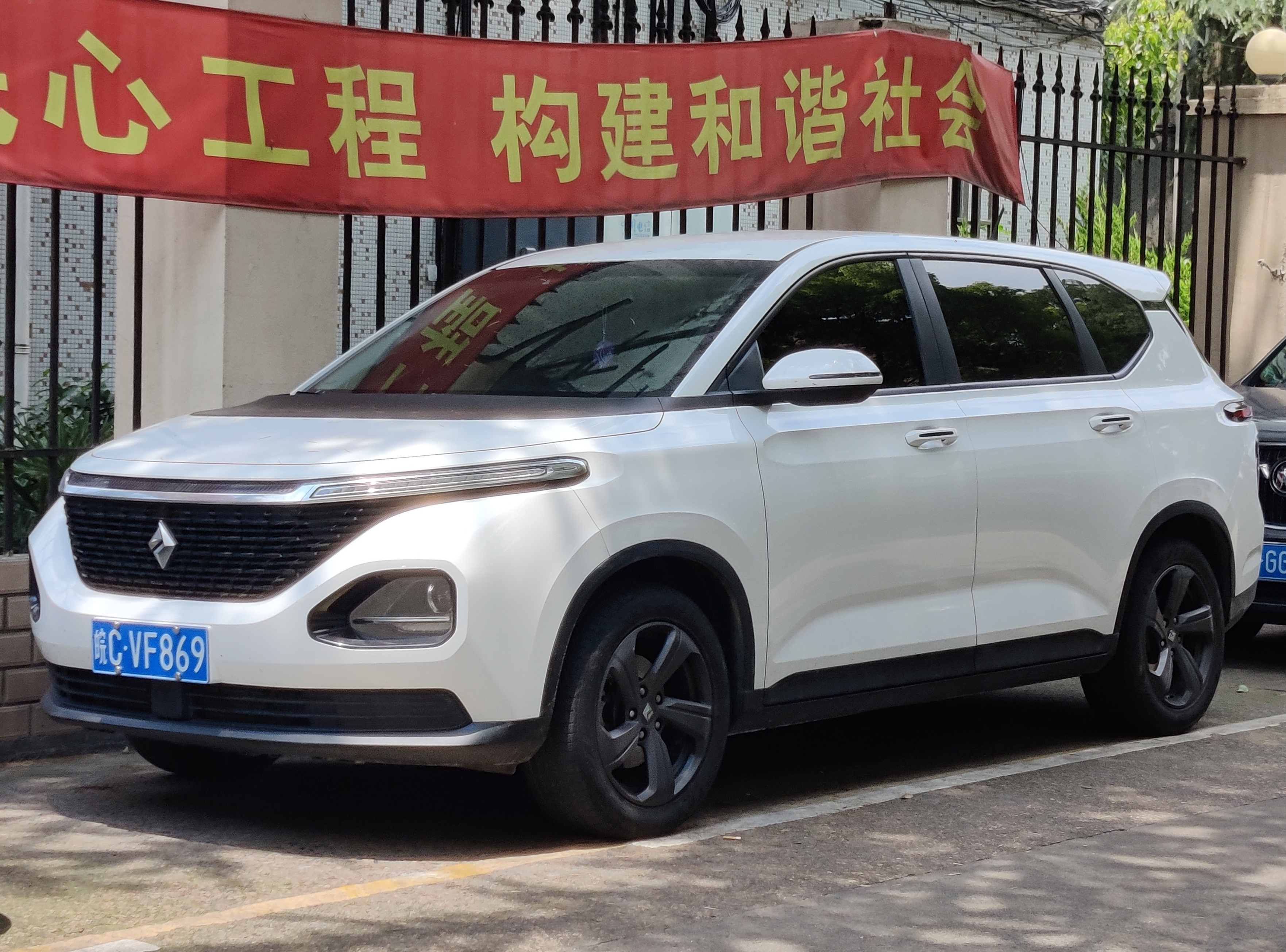
Baojun RM-5
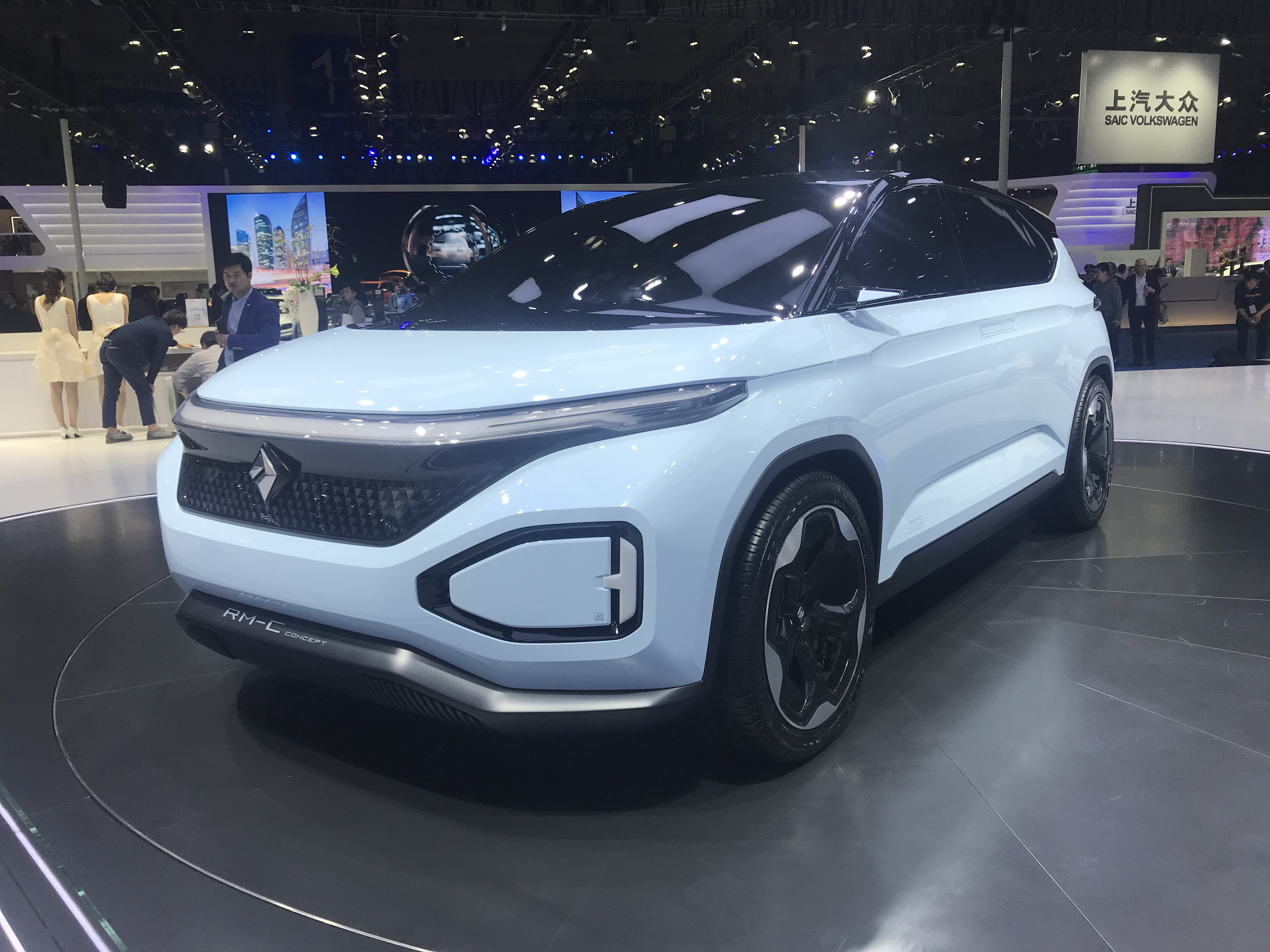
Baojun RM-C
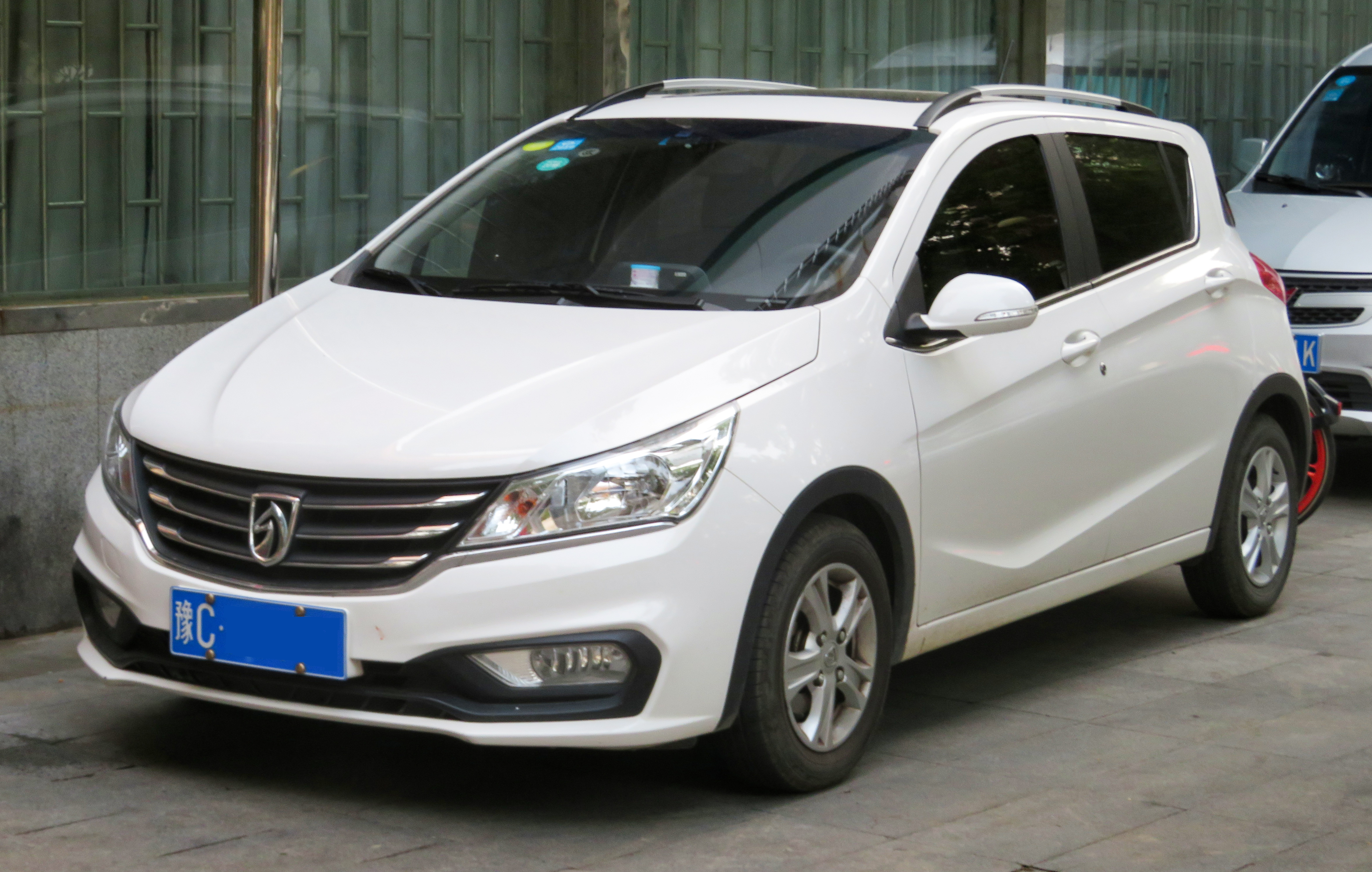
Baojun 310
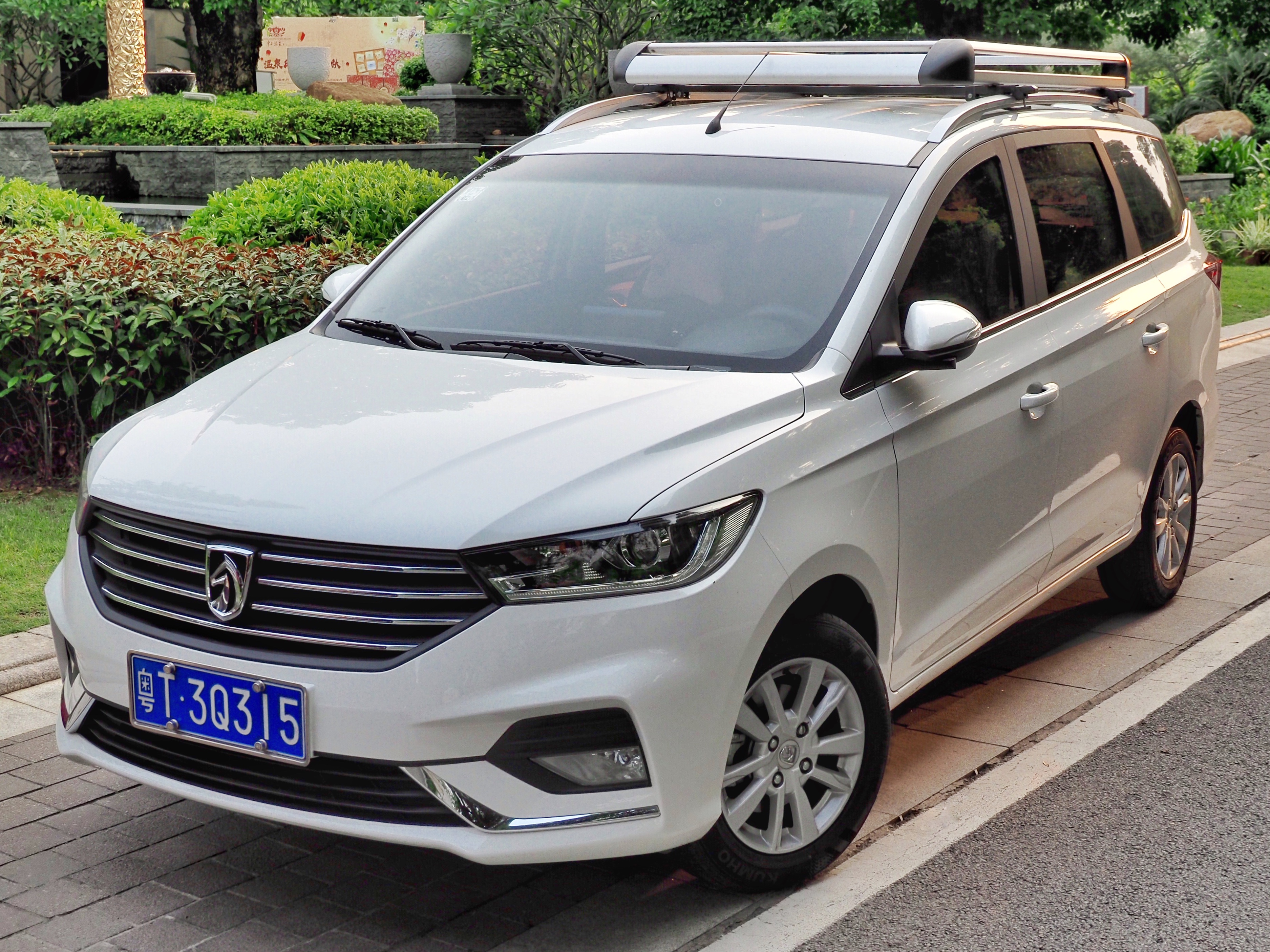
Baojun 360
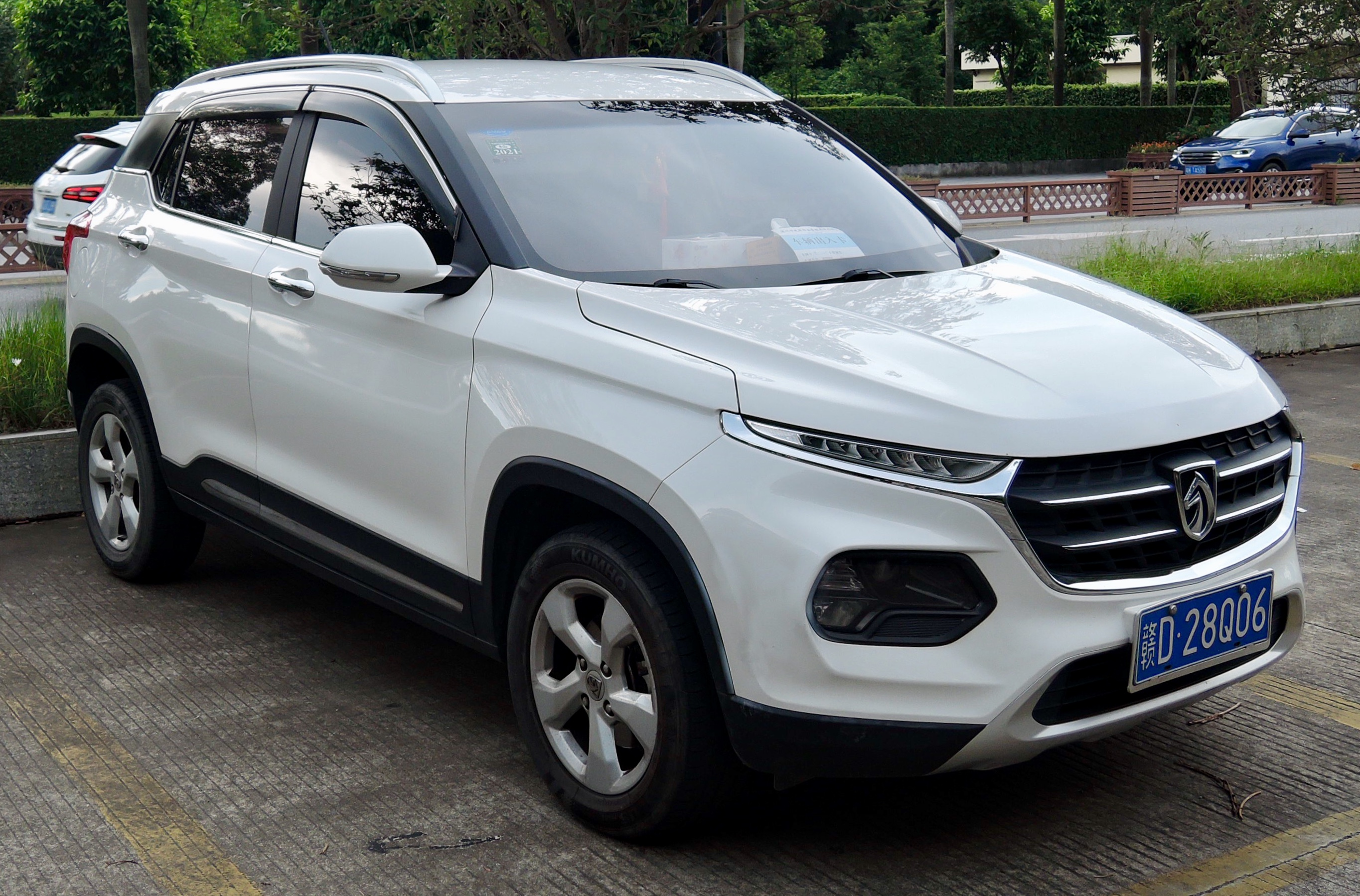
Baojun 510
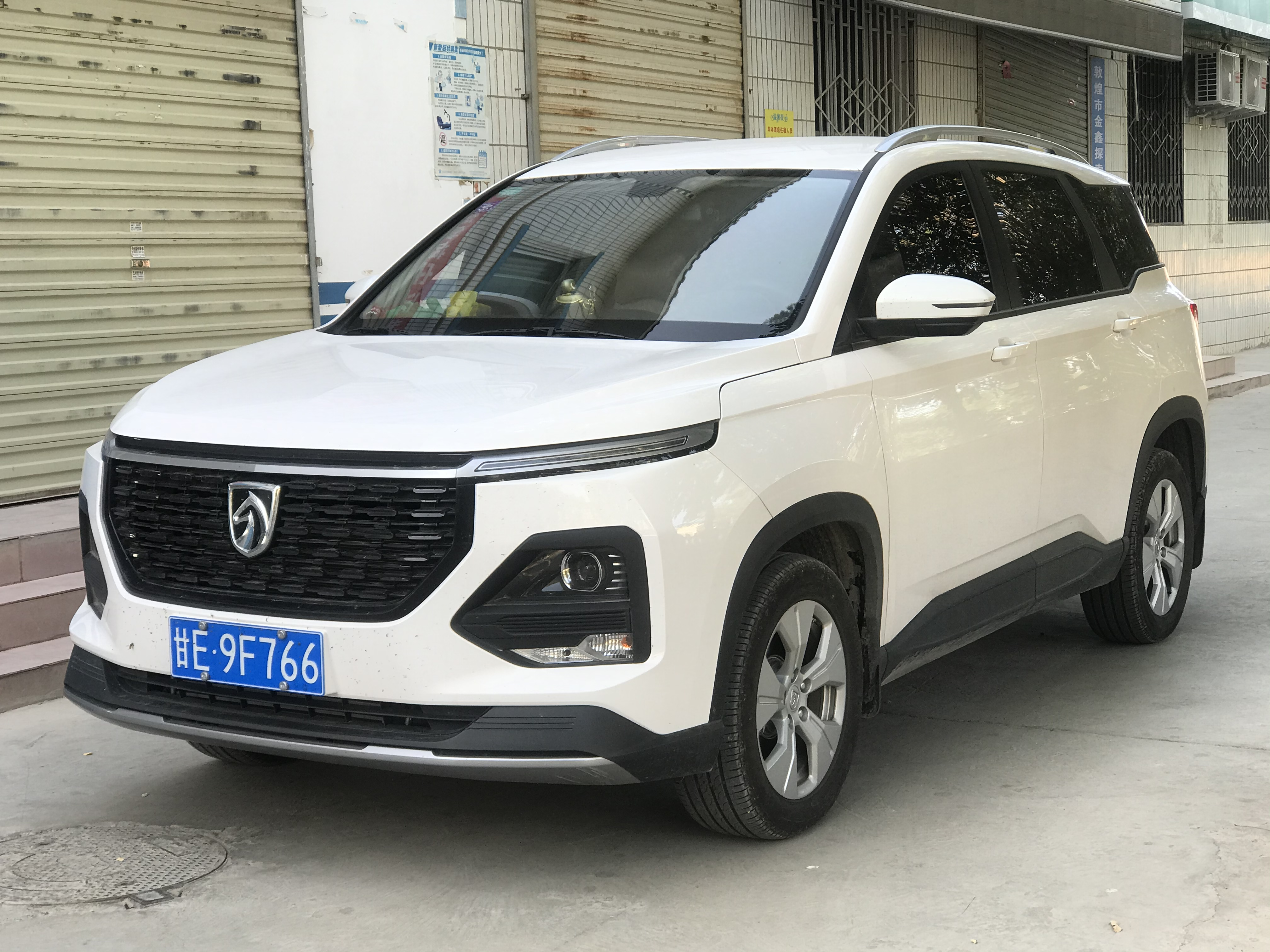
Baojun 530
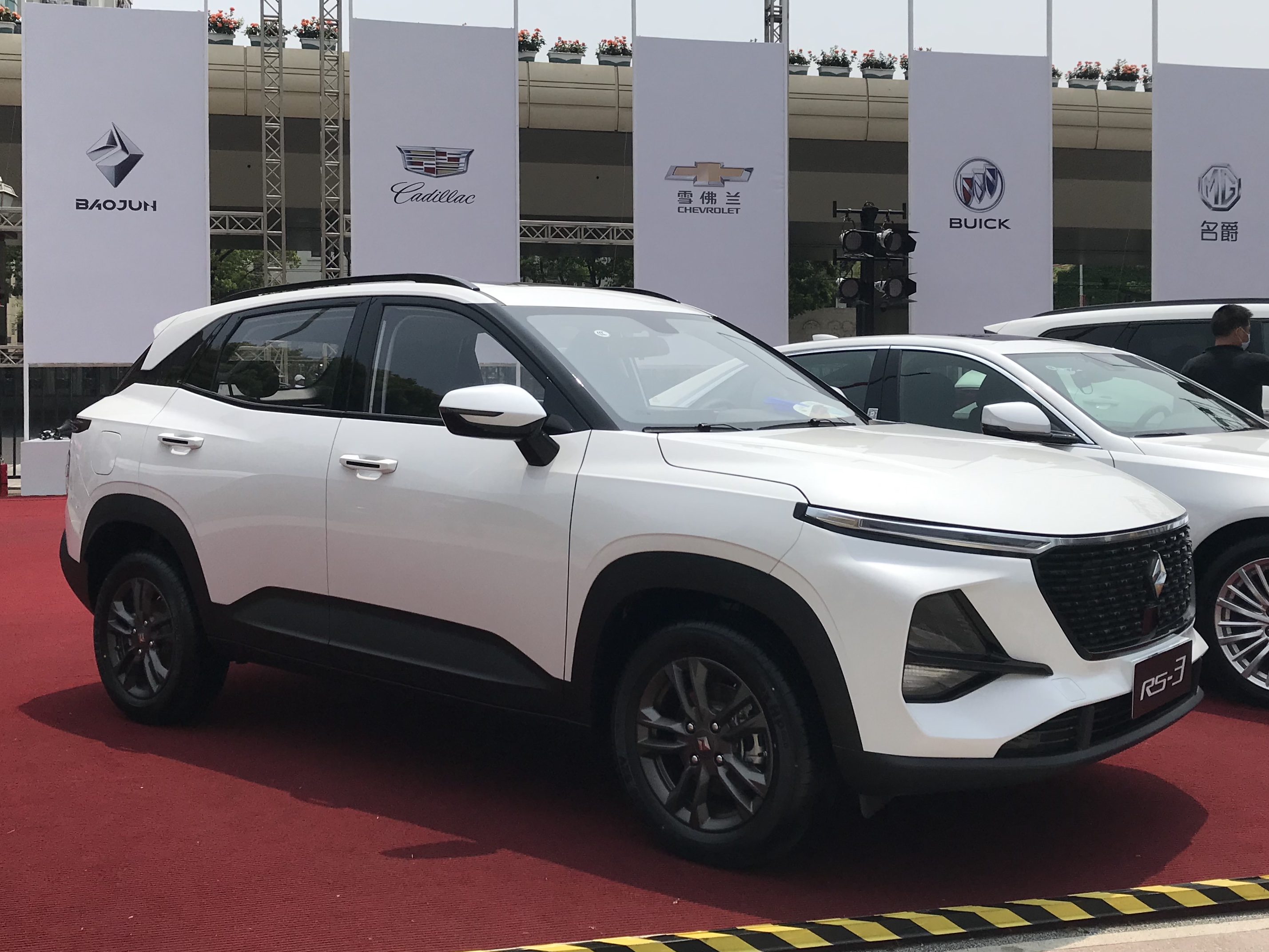
Baojun RS-3
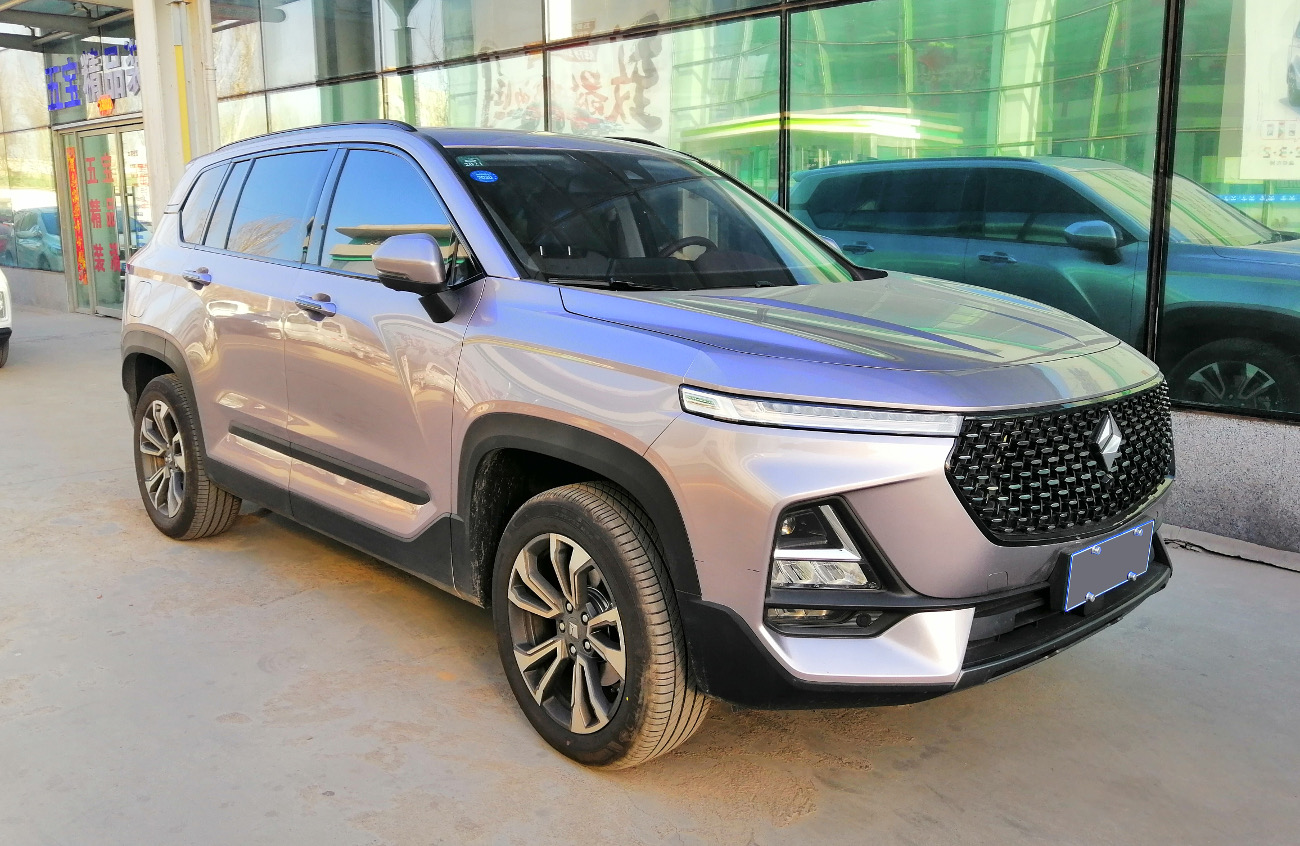
Baojun RS-5
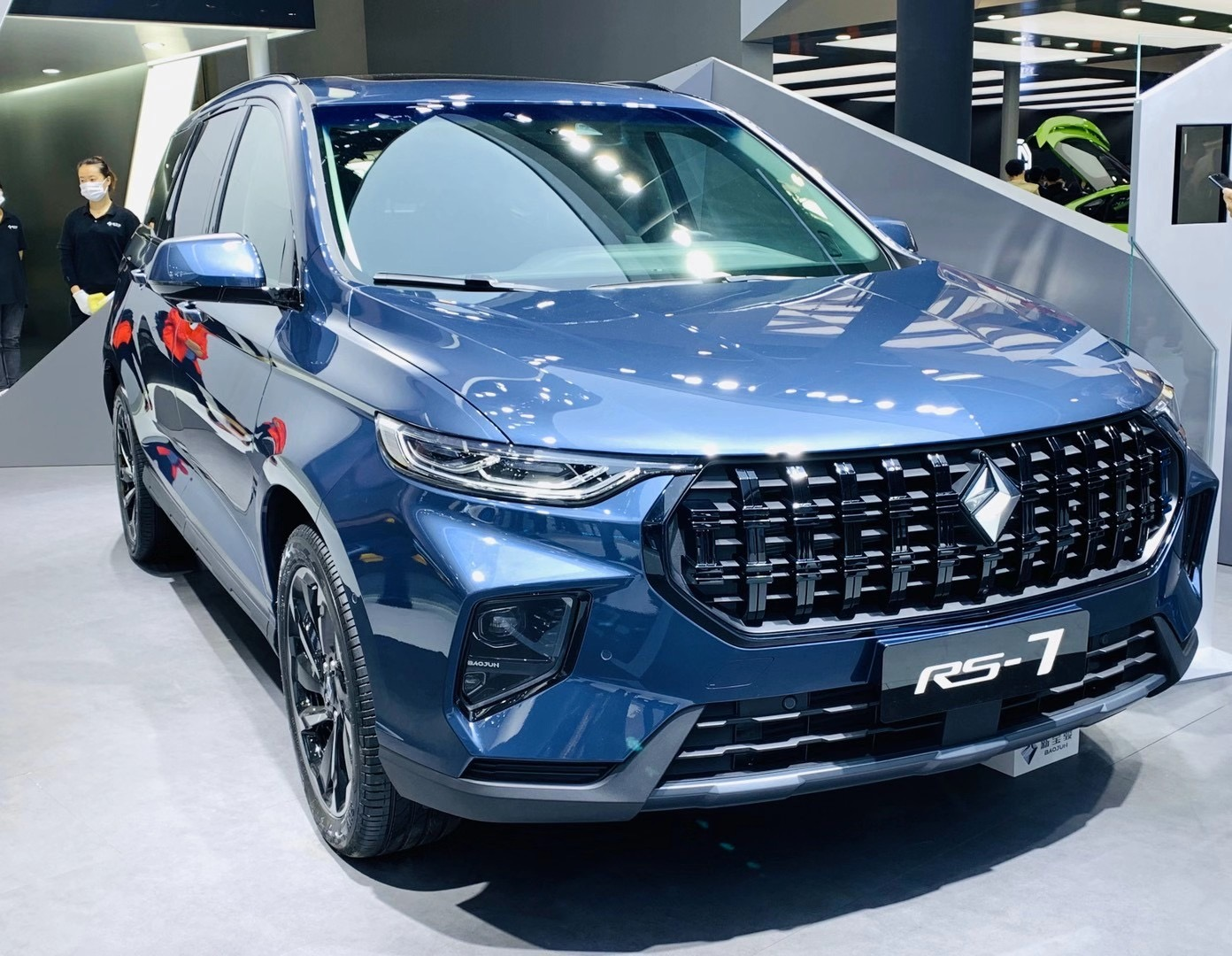
Baojun RS-7
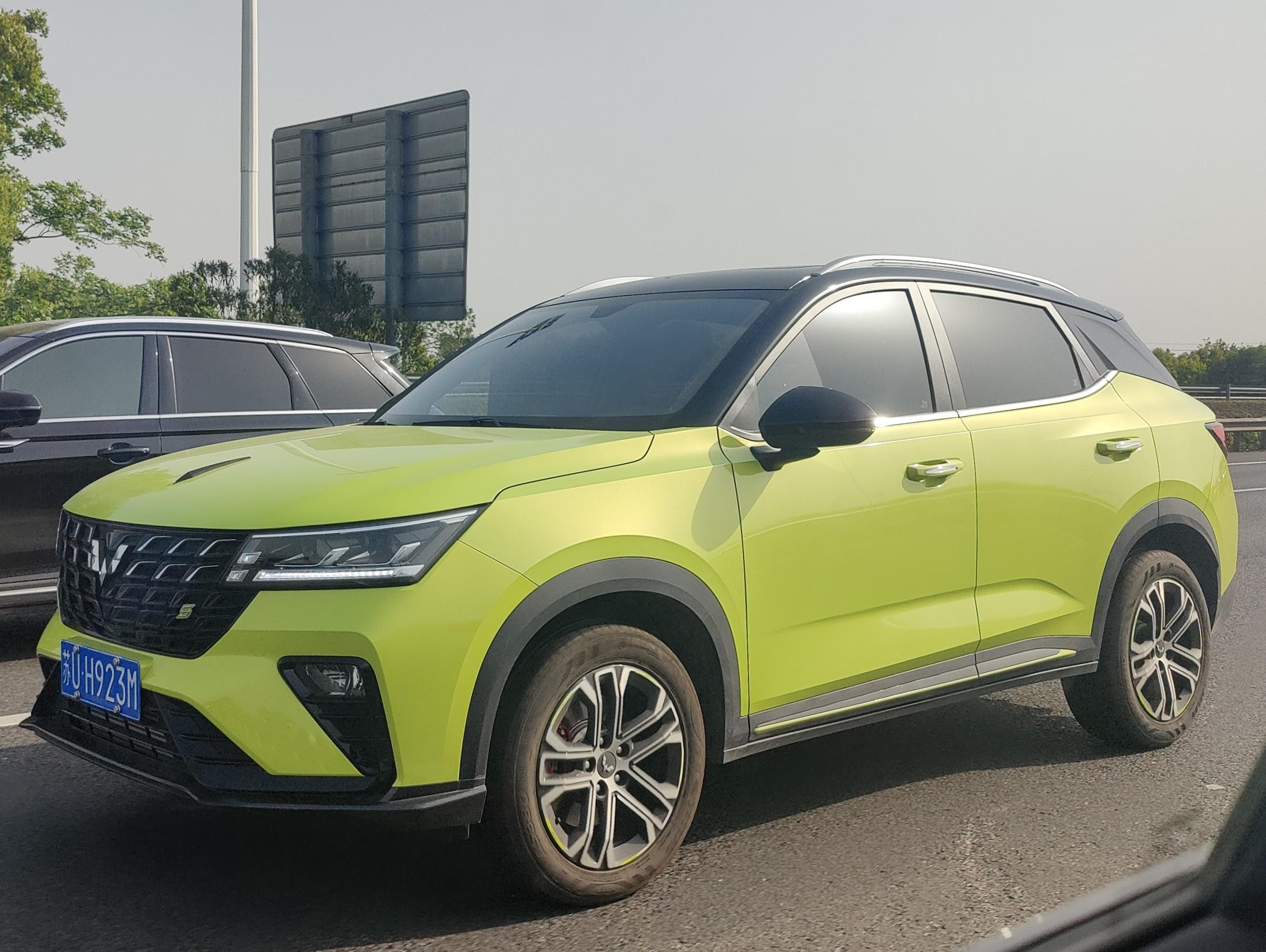
Wuling Xingchi
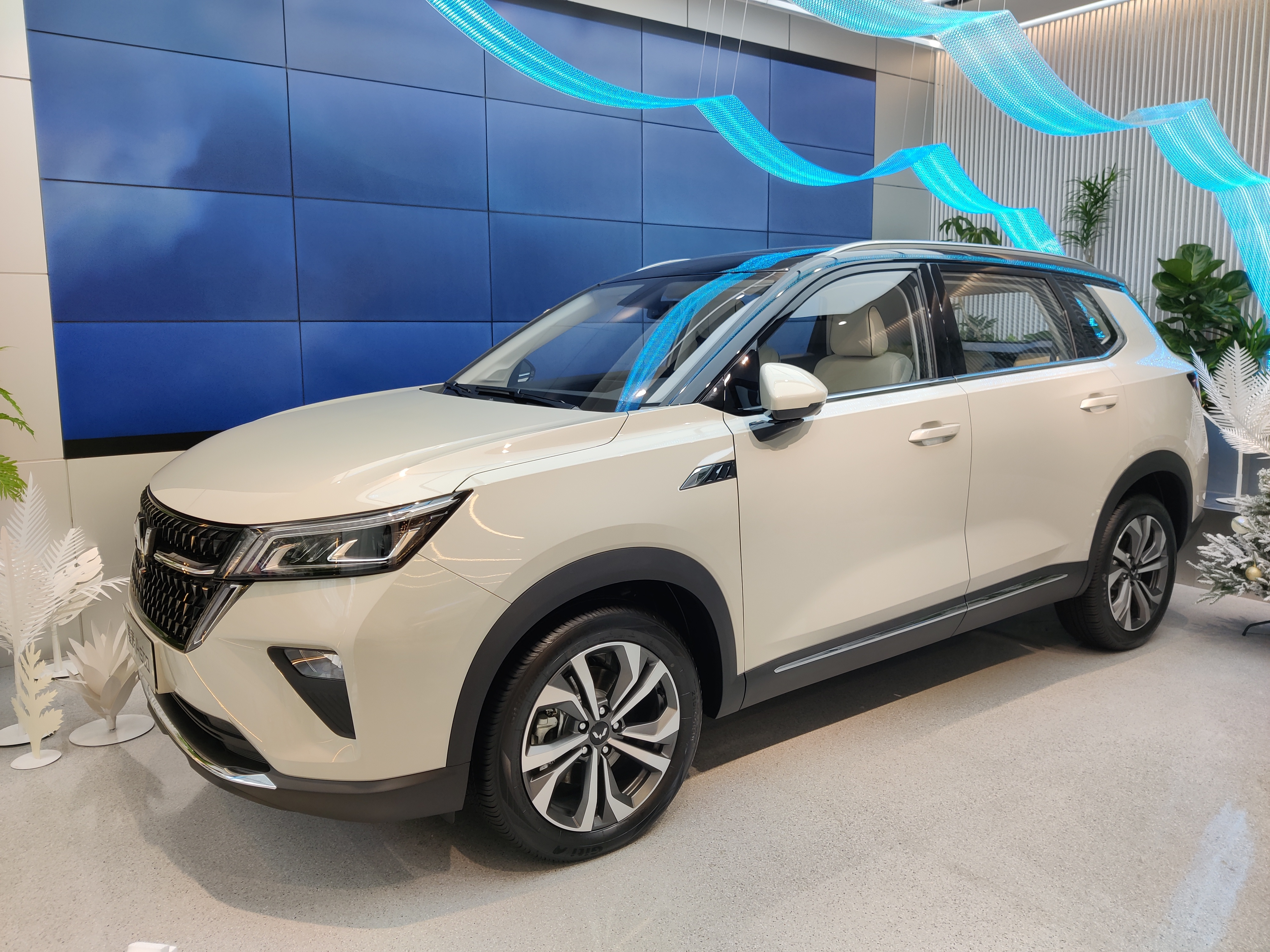
Wuling Asta
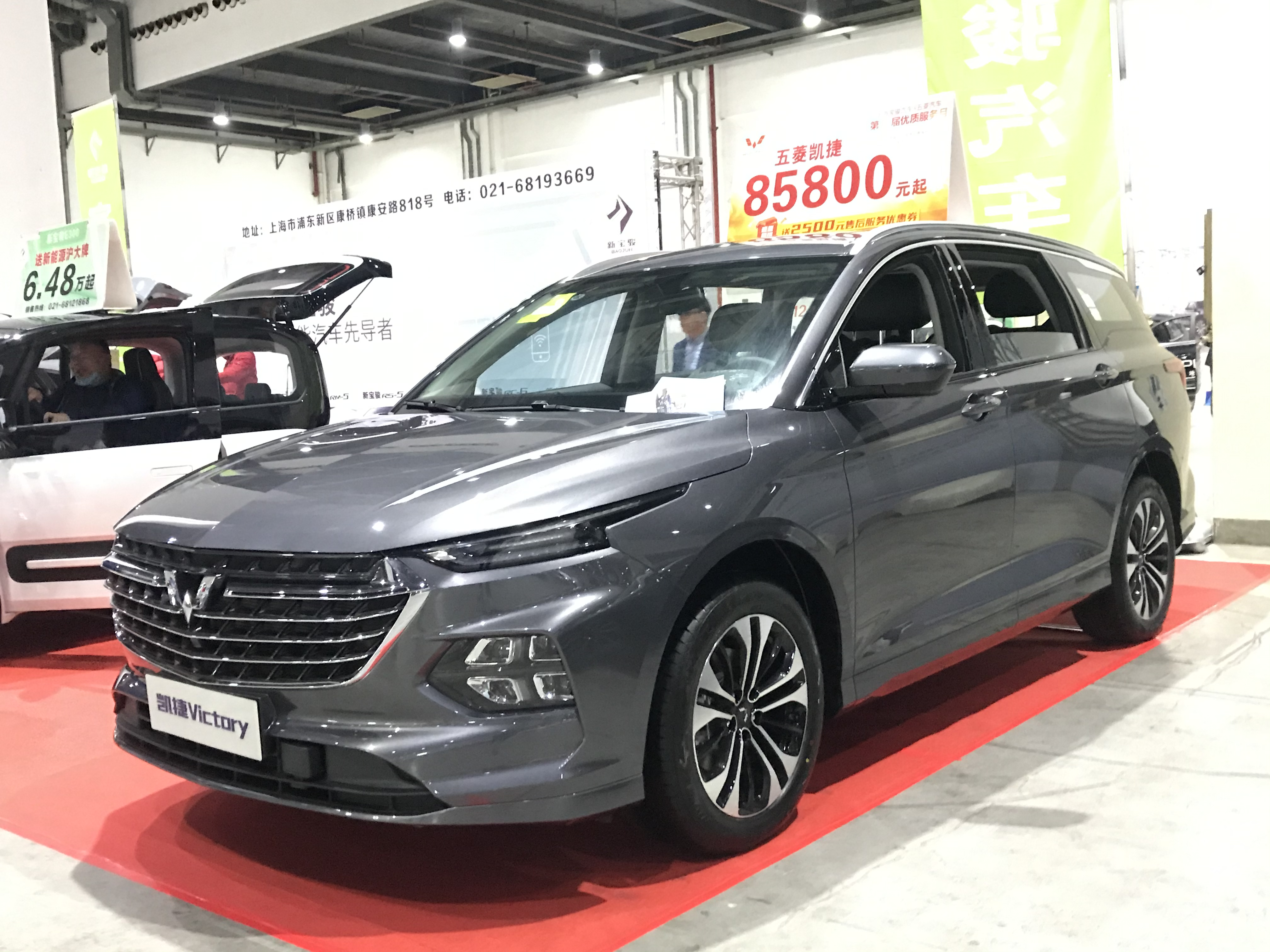
Wuling Victory
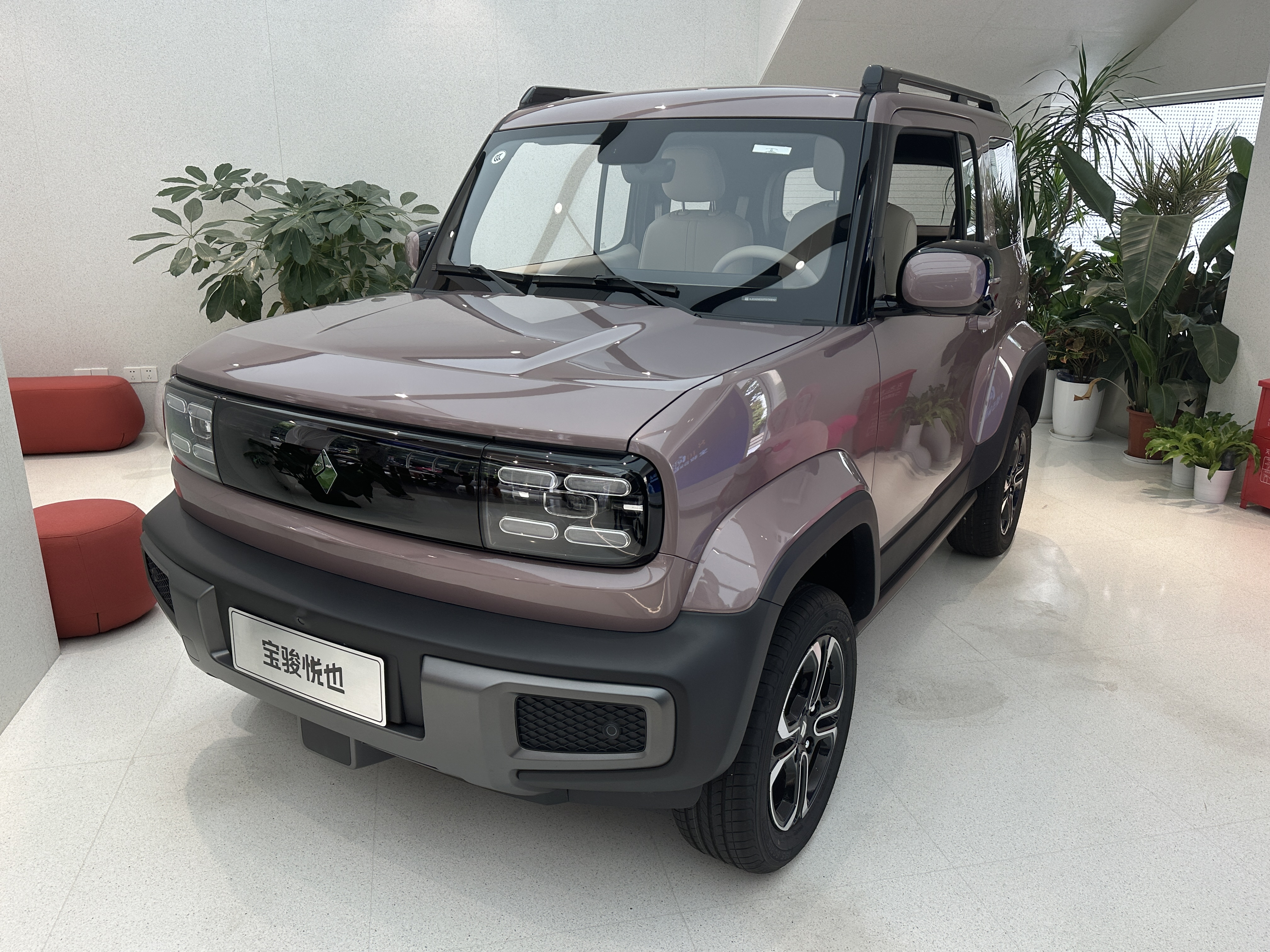
Baojun Yep
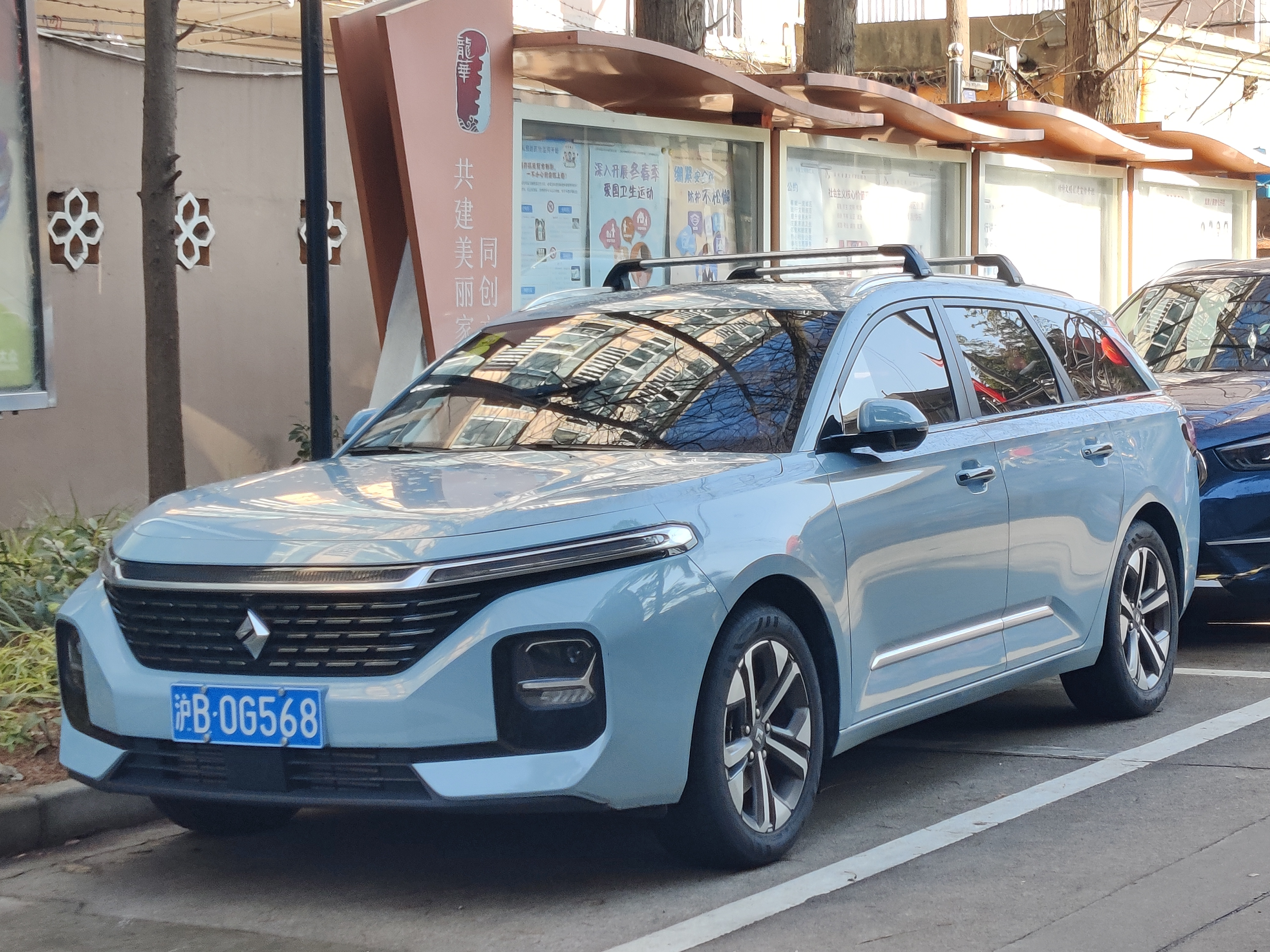
Baojun Valli
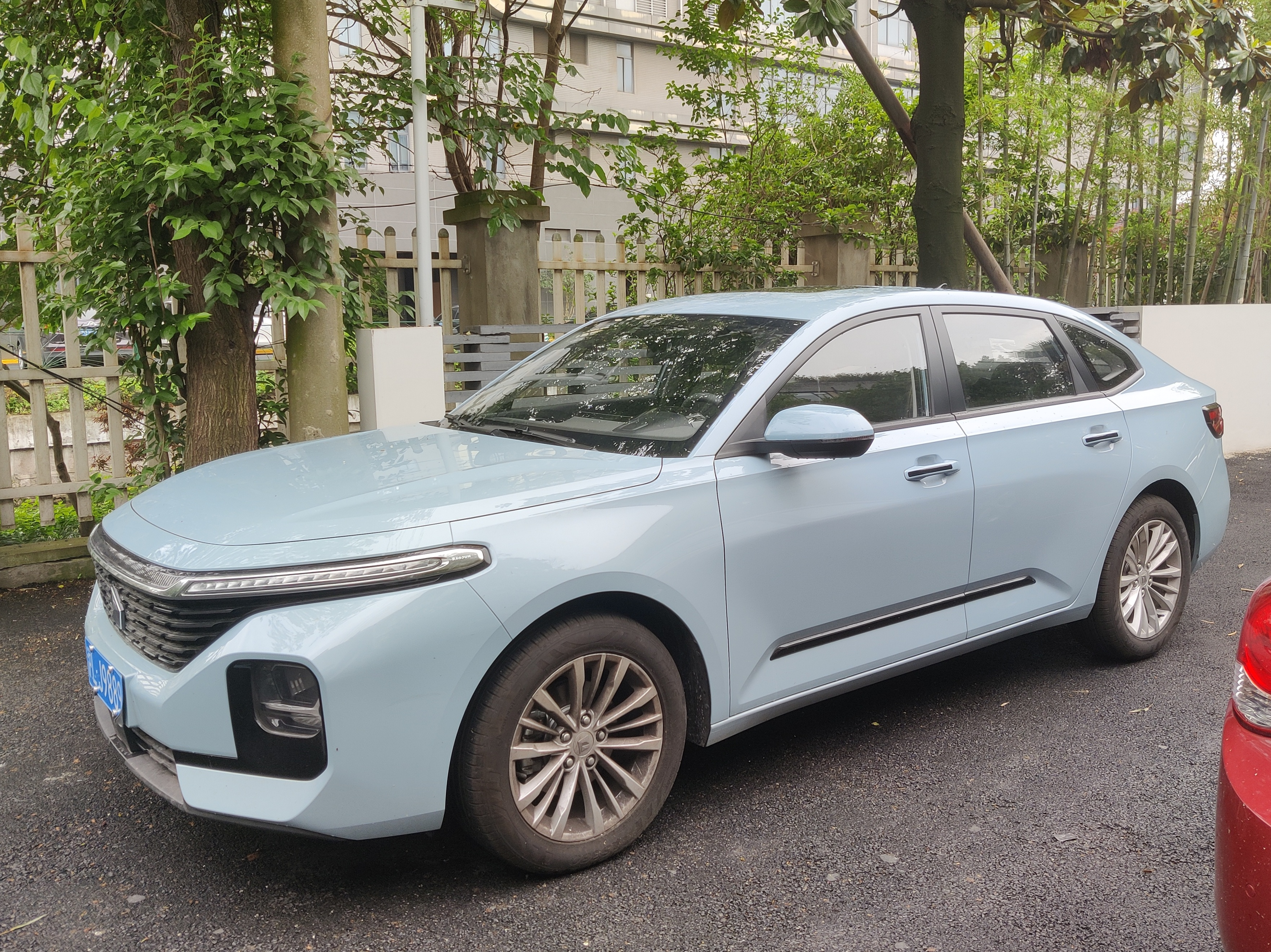
Baojun RC-5
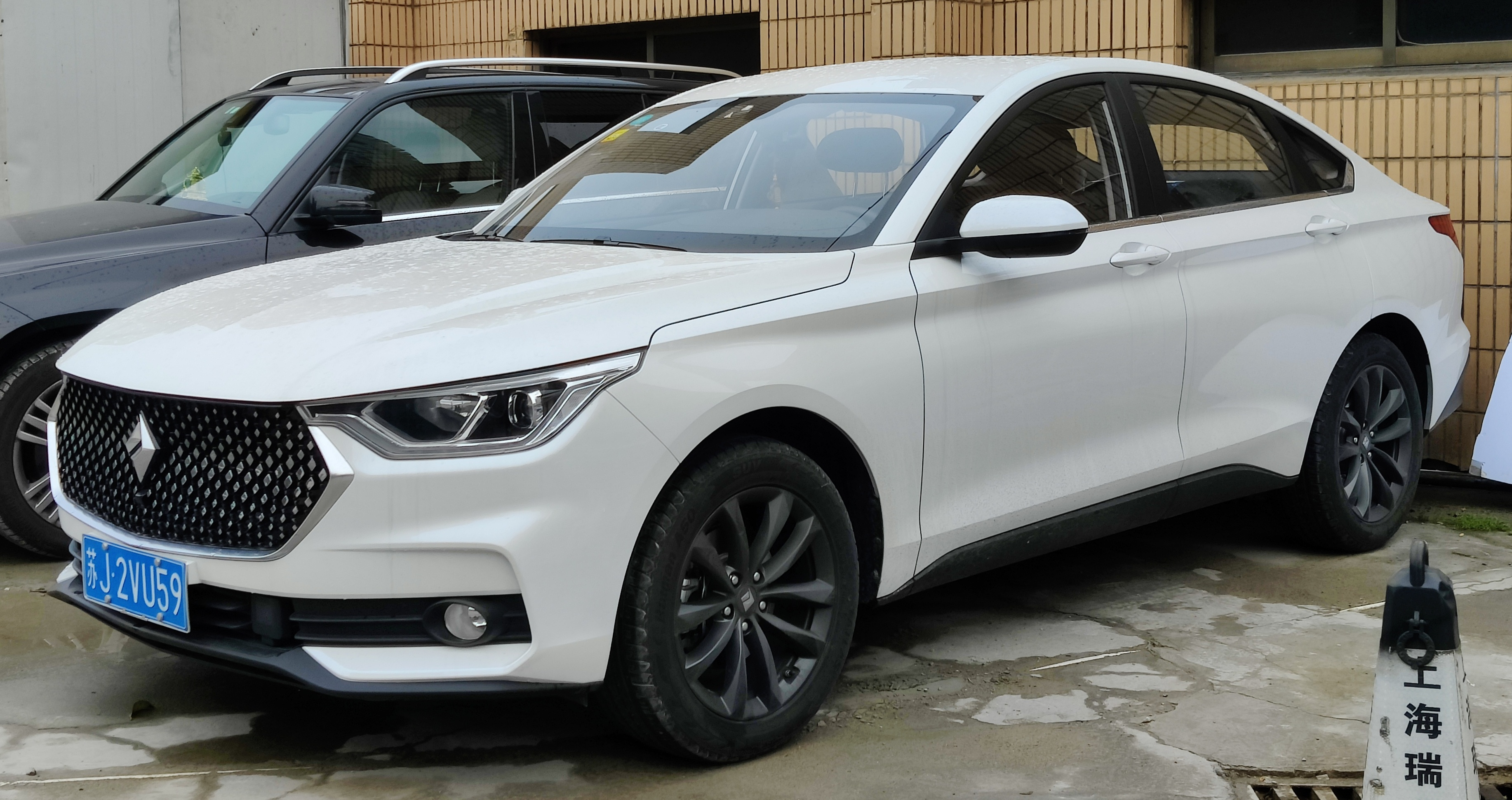
Baojun RC-6
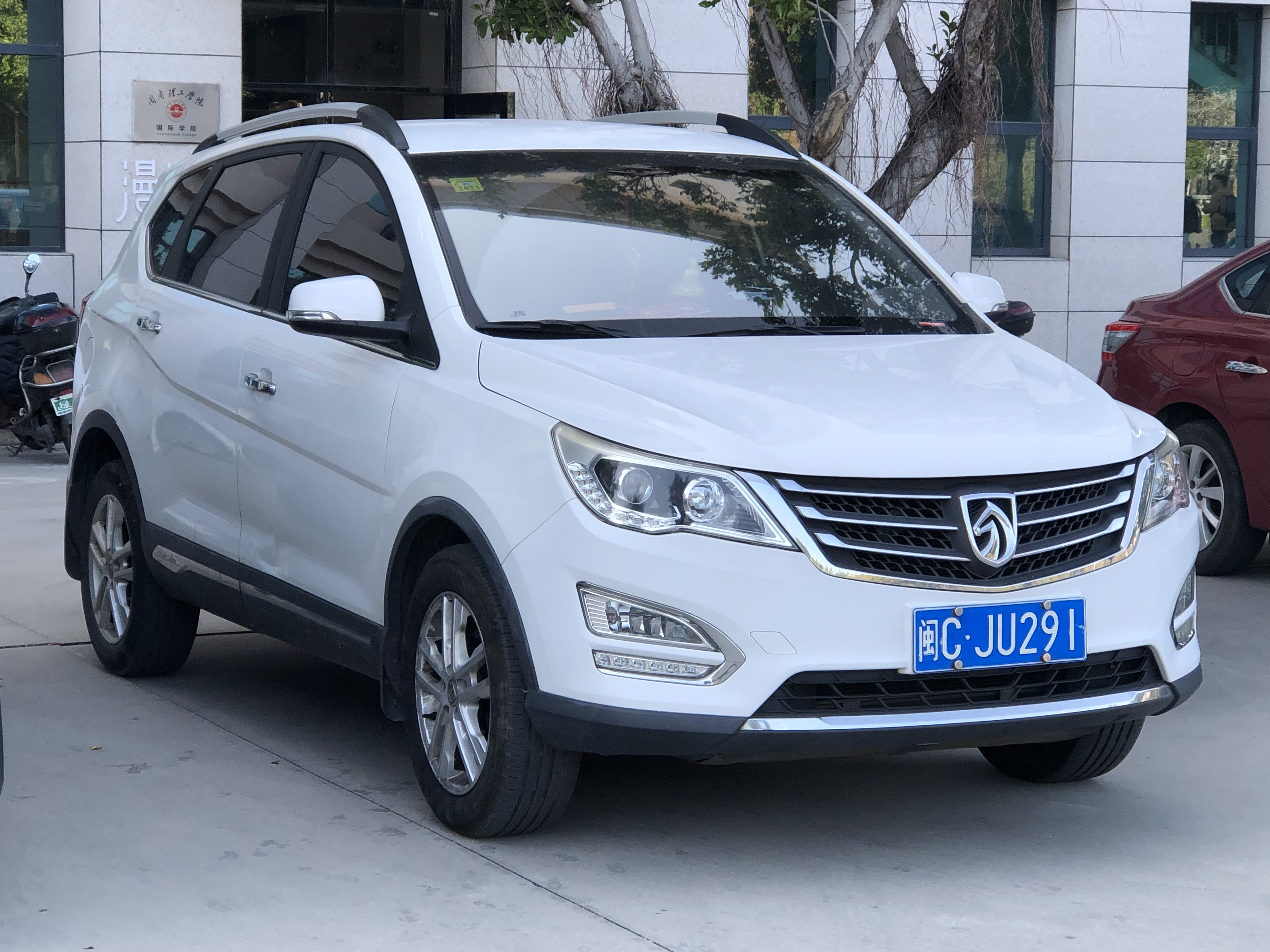
Baojun 560
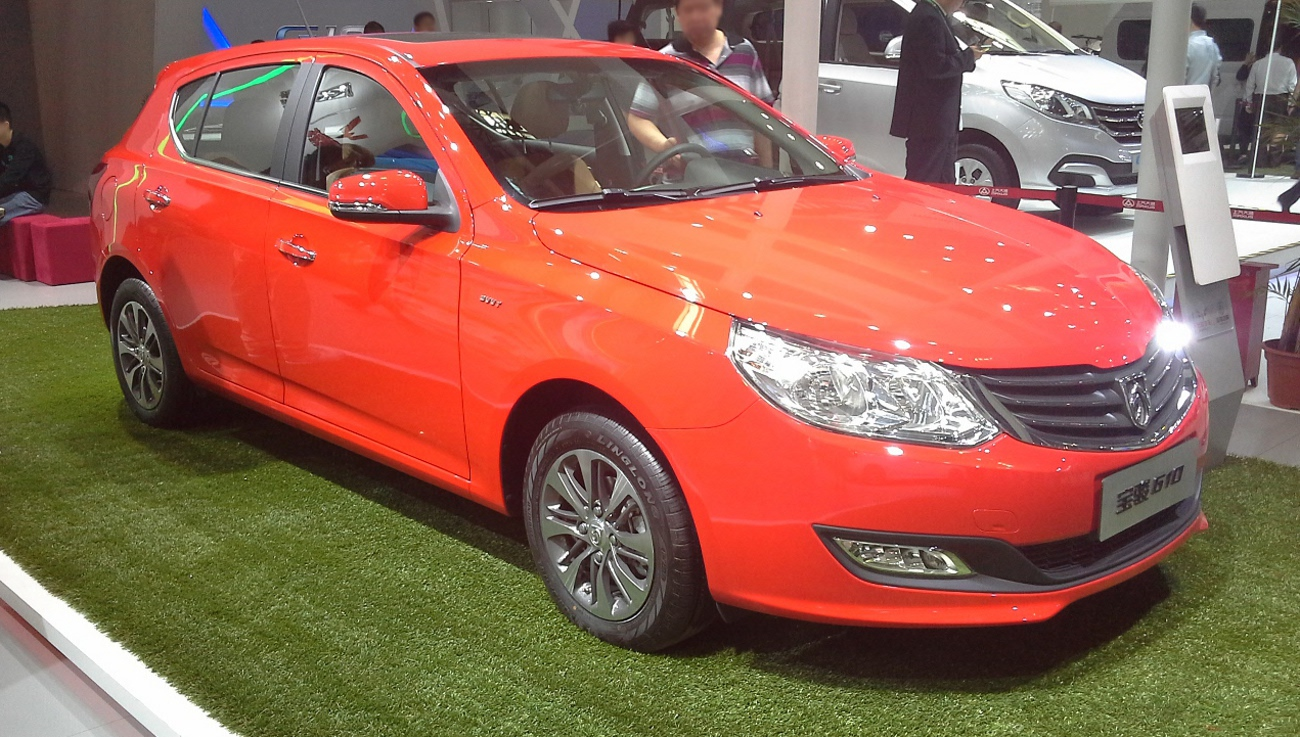
Baojun 610
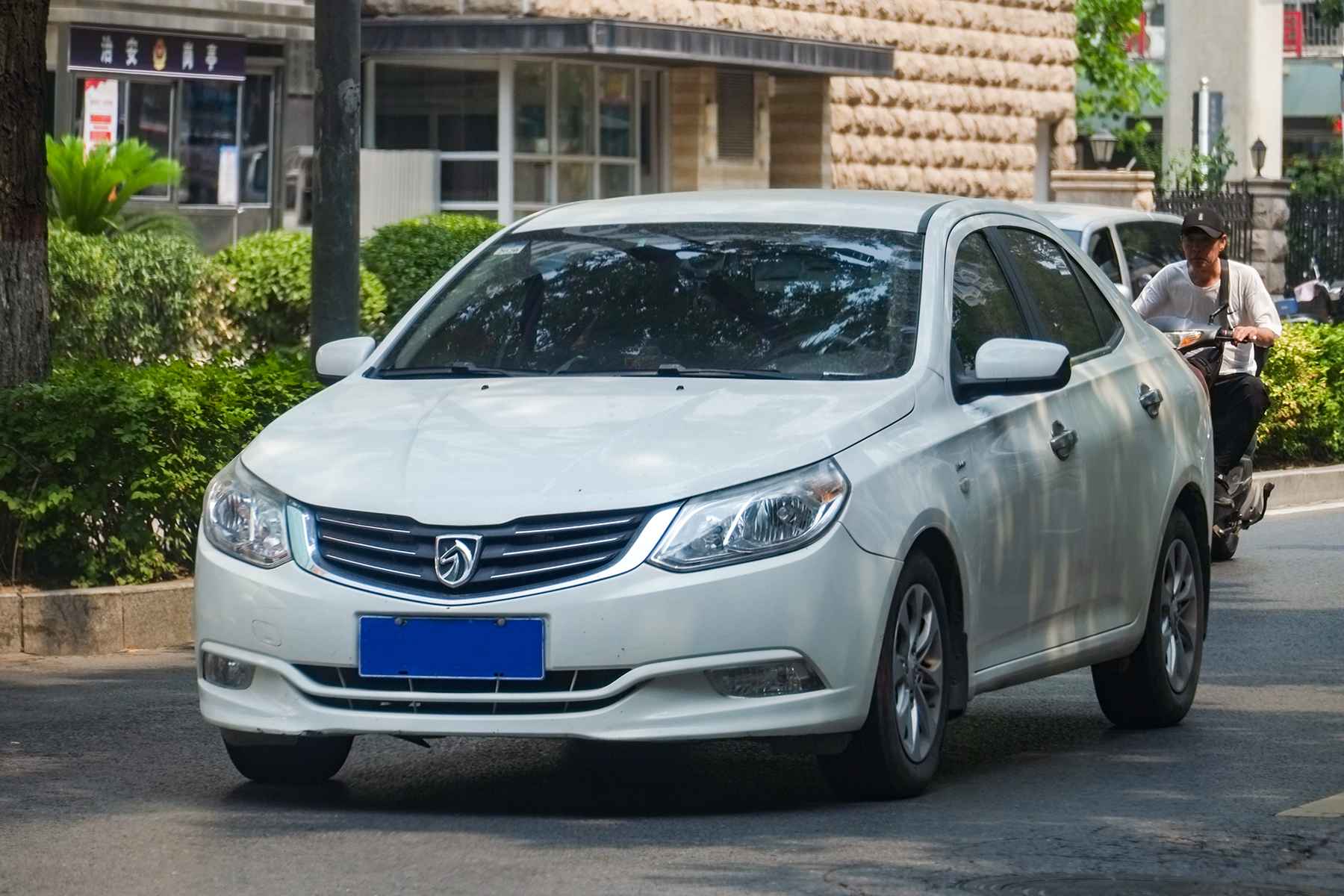
Baojun 630
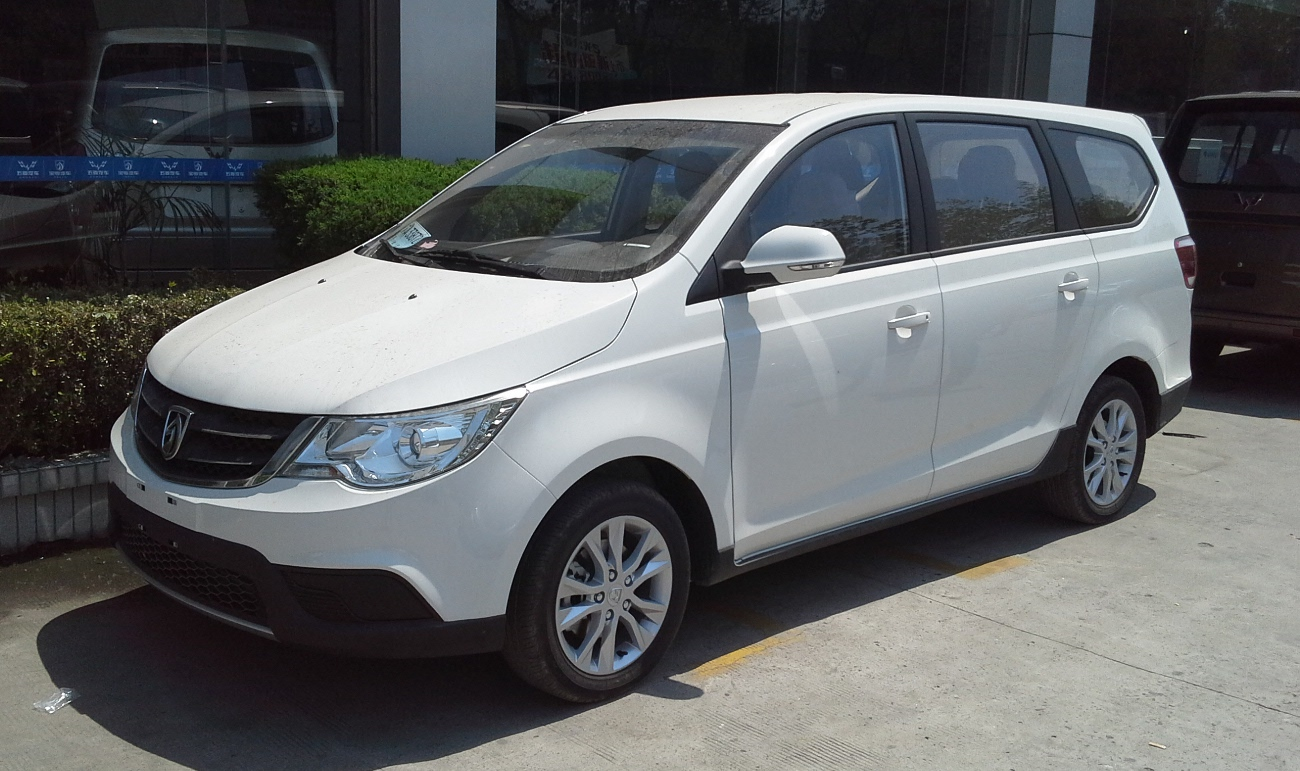
Baojun 730
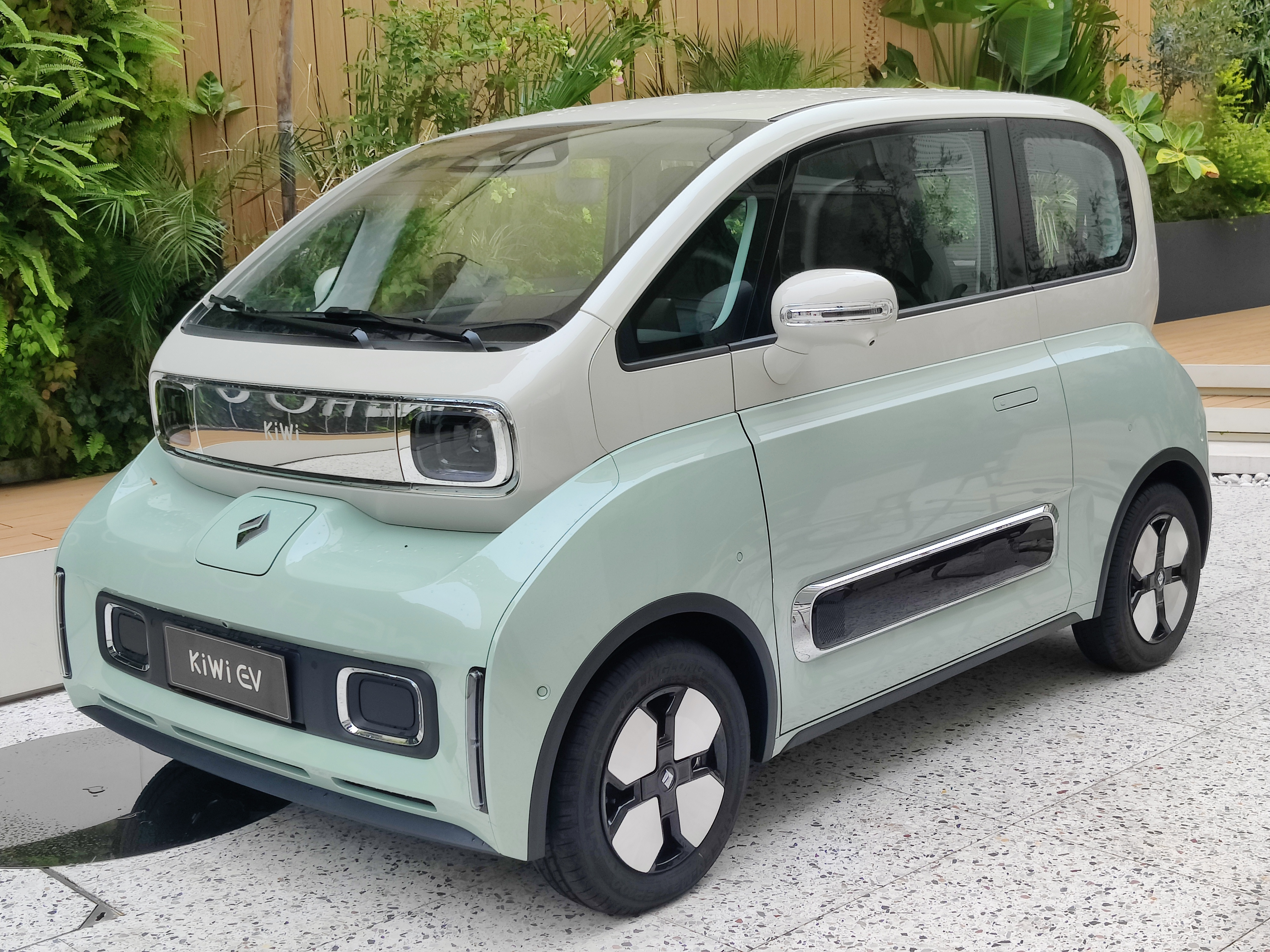
Baojun KiWi
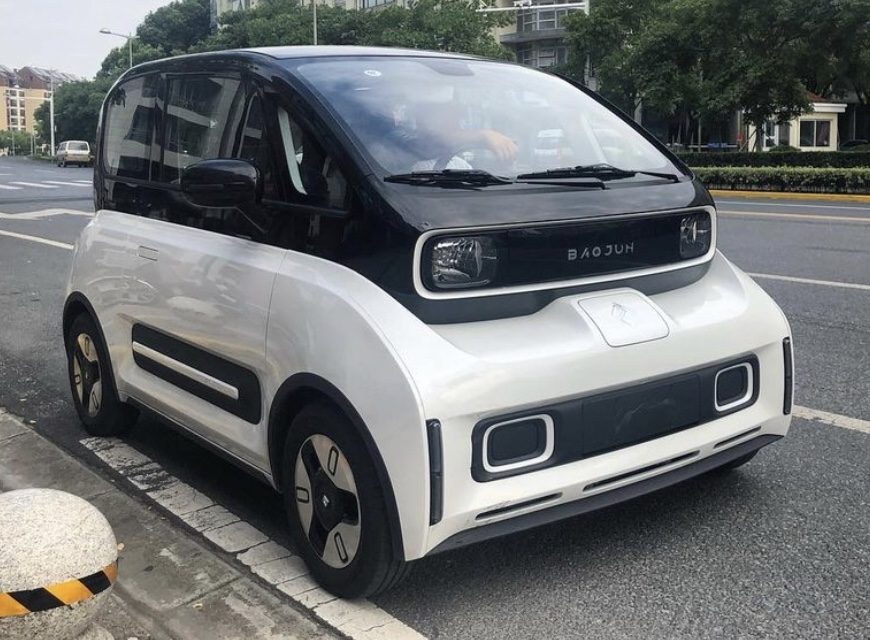
Baojun E300
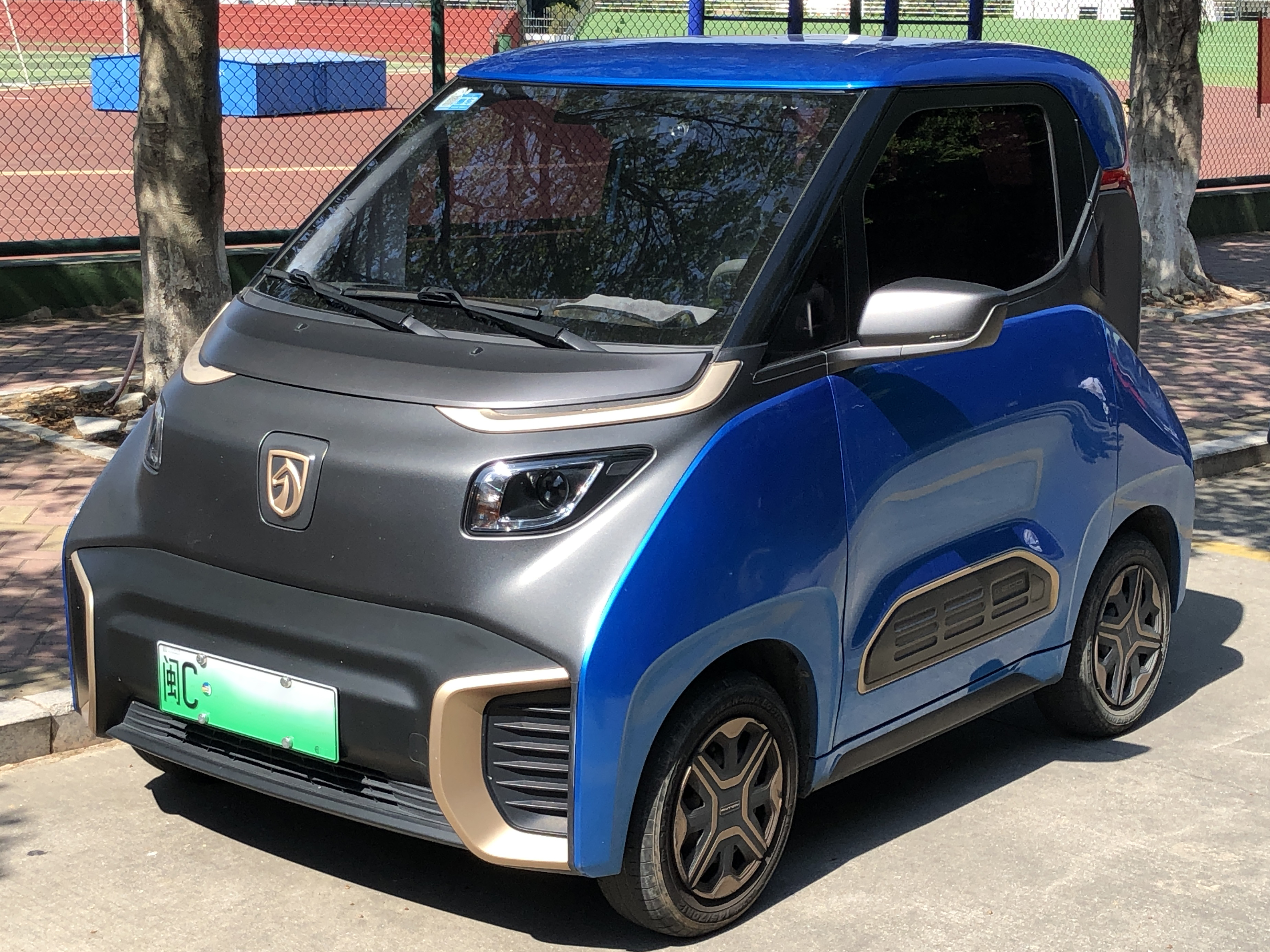
Baojun E200
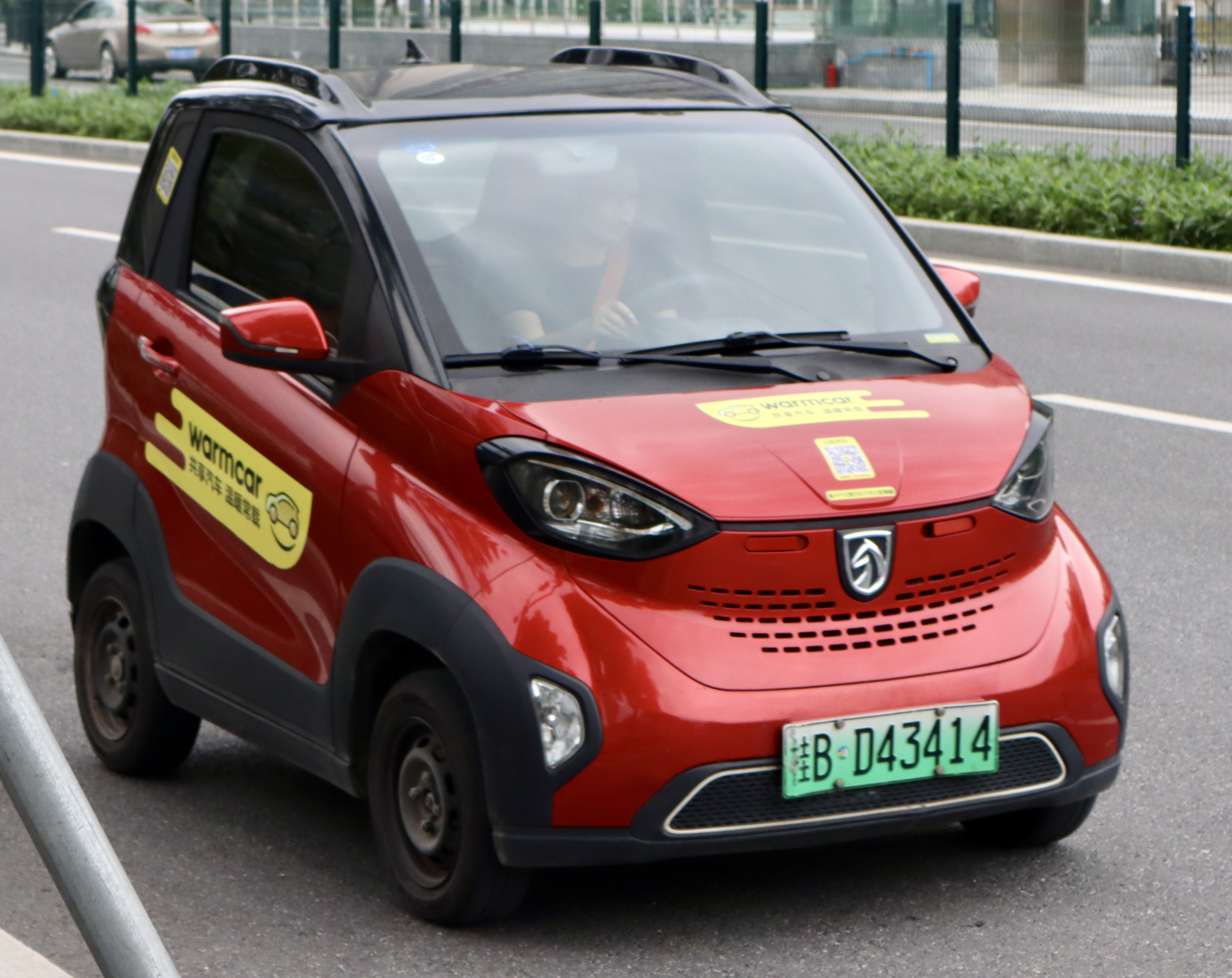
Baojun E100
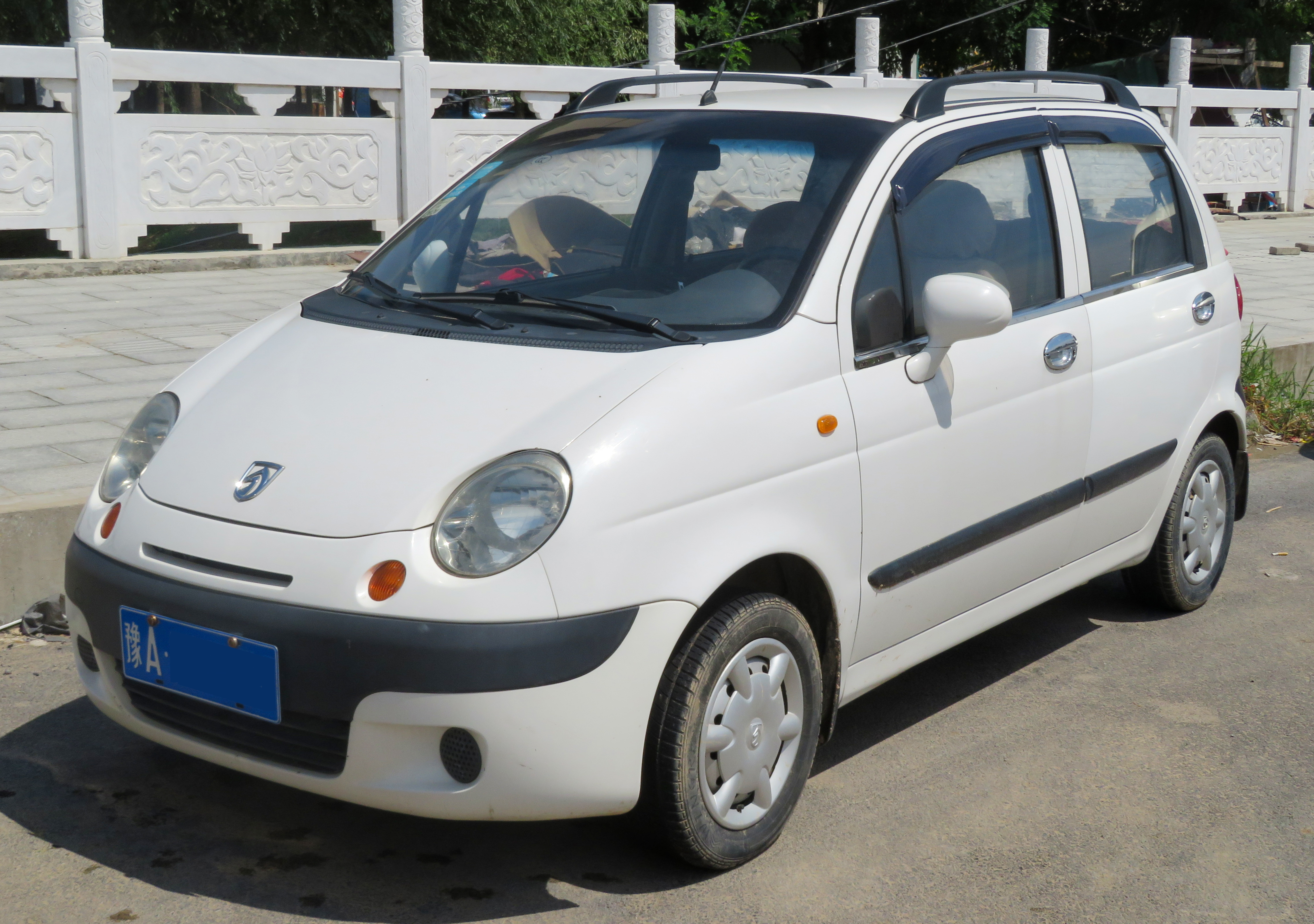
Baojun Lechi
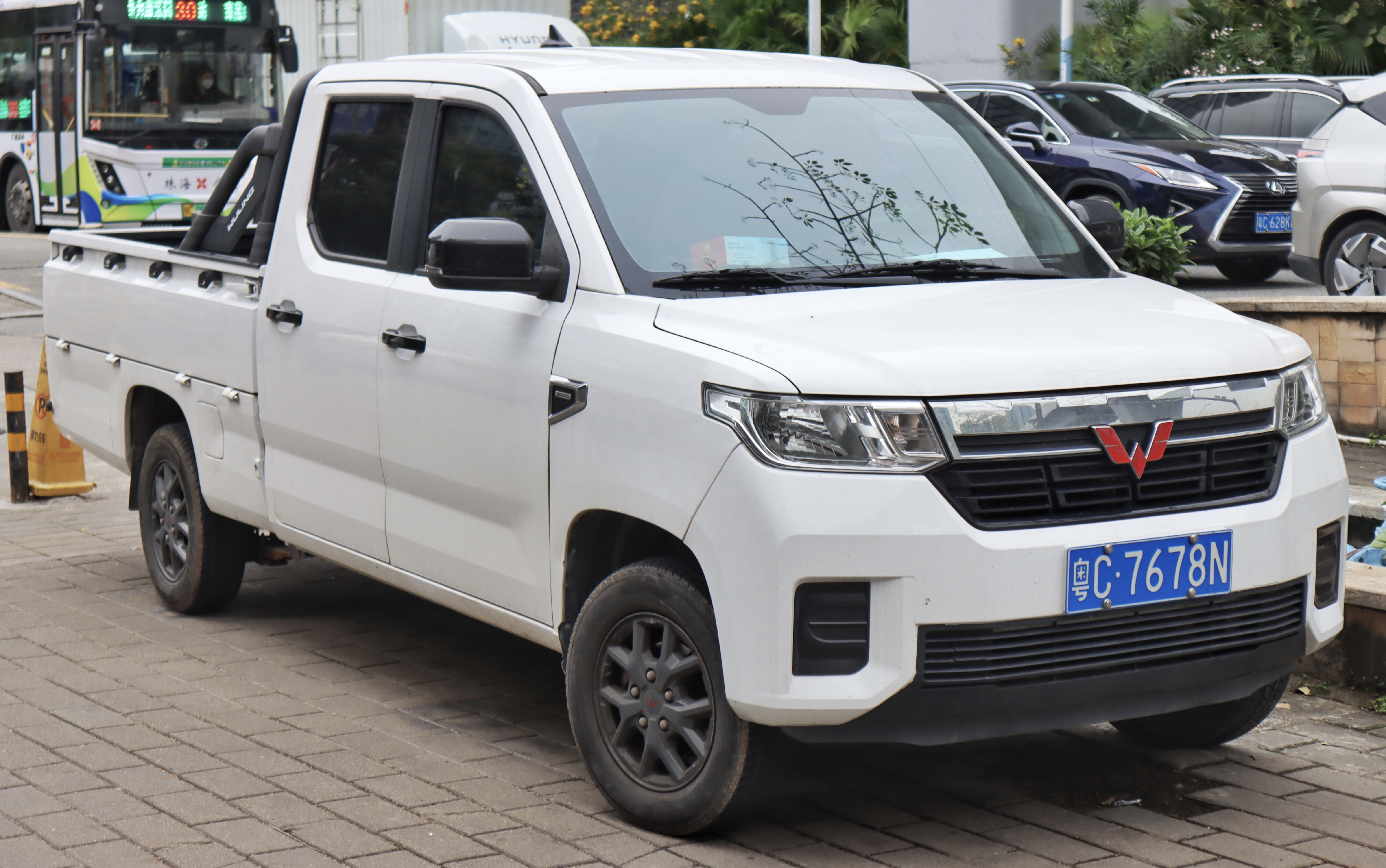
Wuling Zhengtu
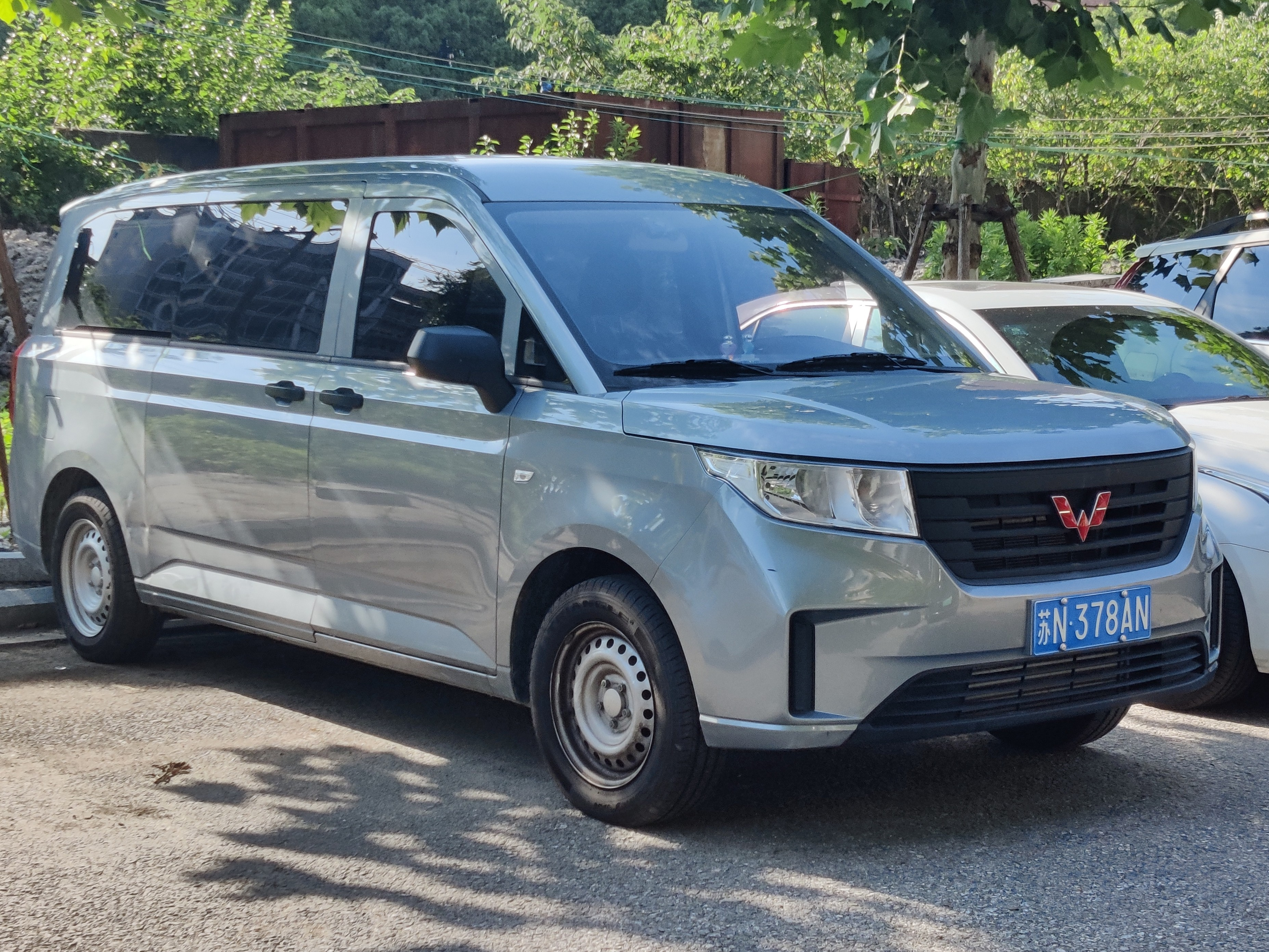
Wuling Zhengcheng
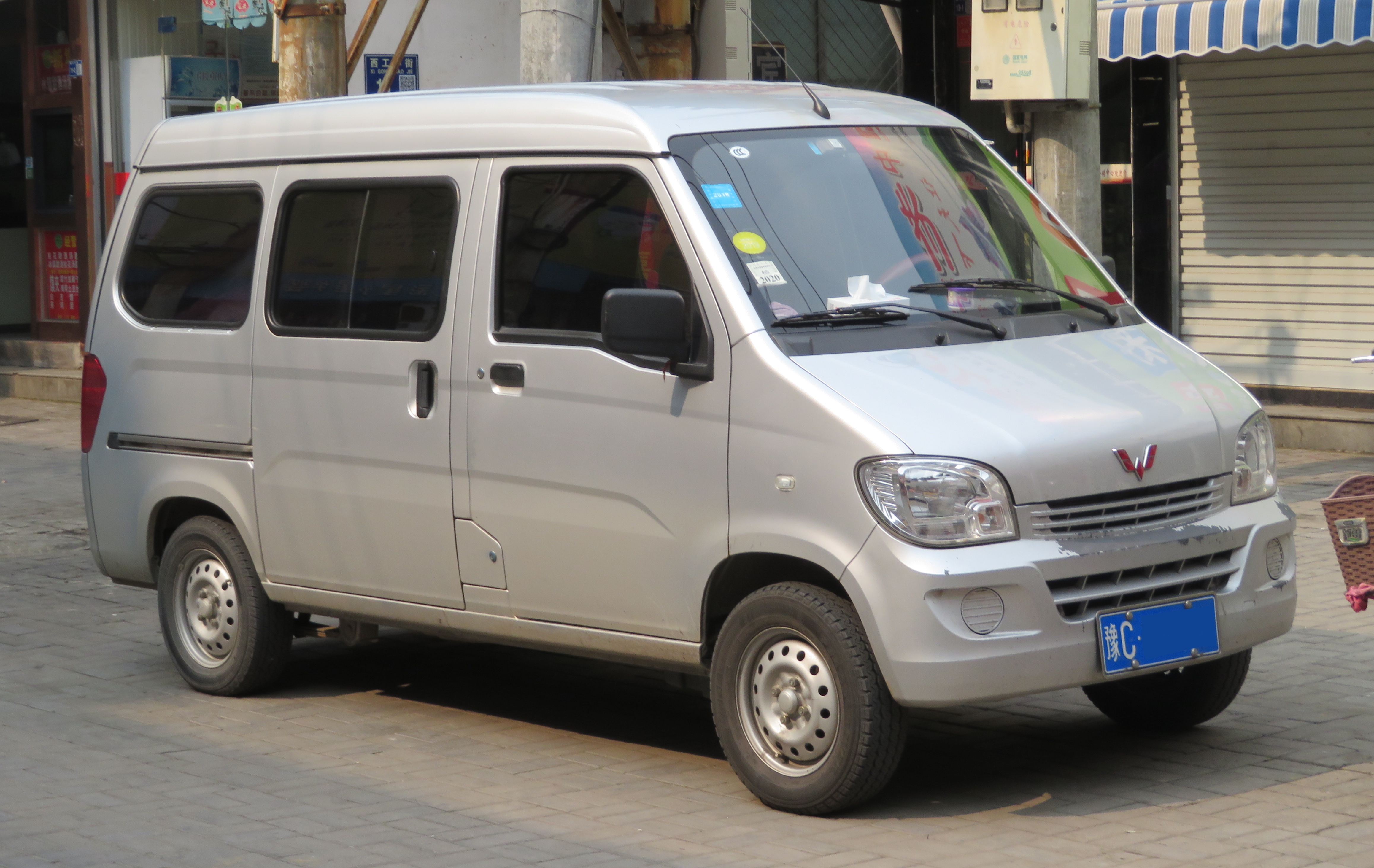
Wuling Sunshine
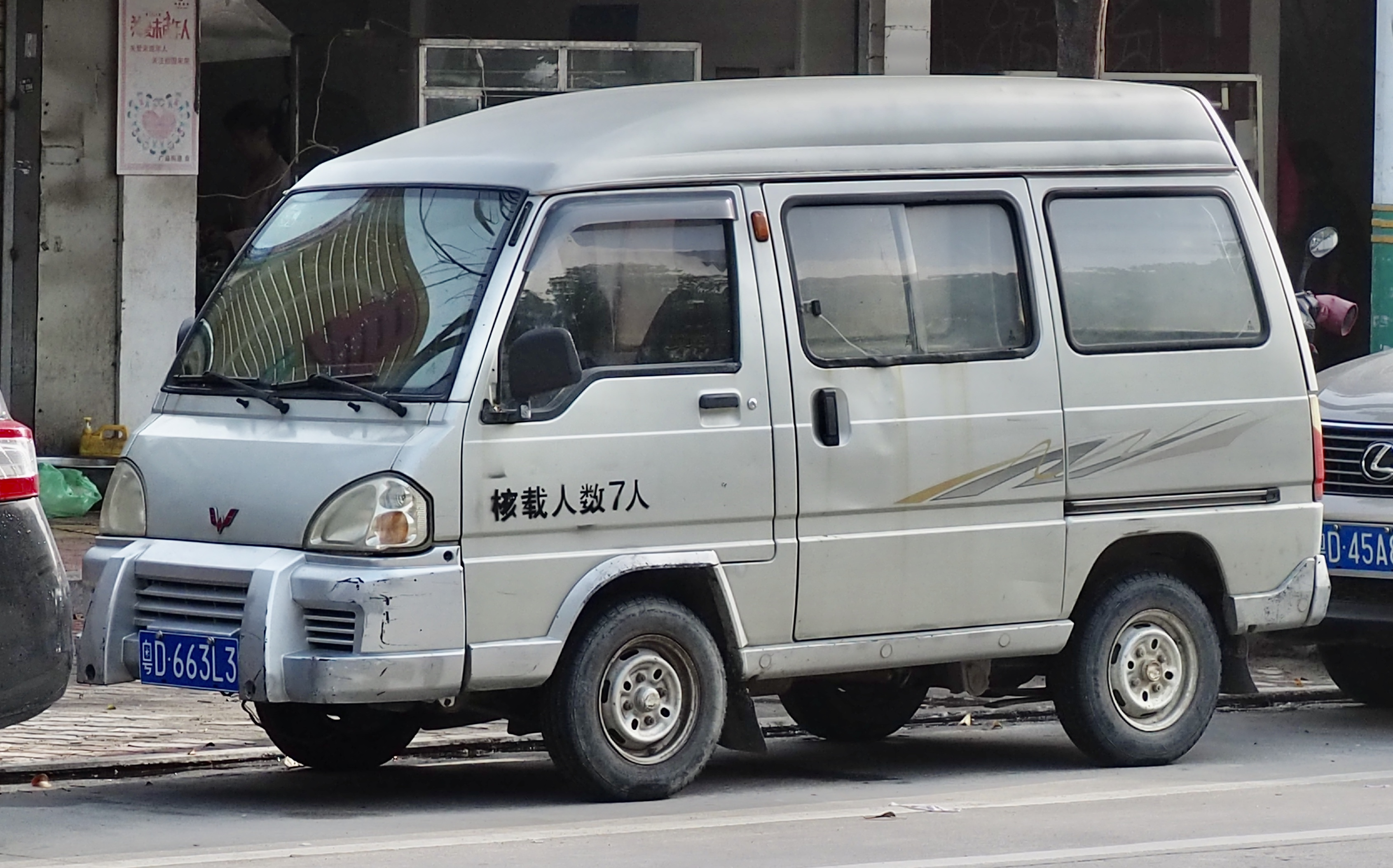
Wuling Xingwang
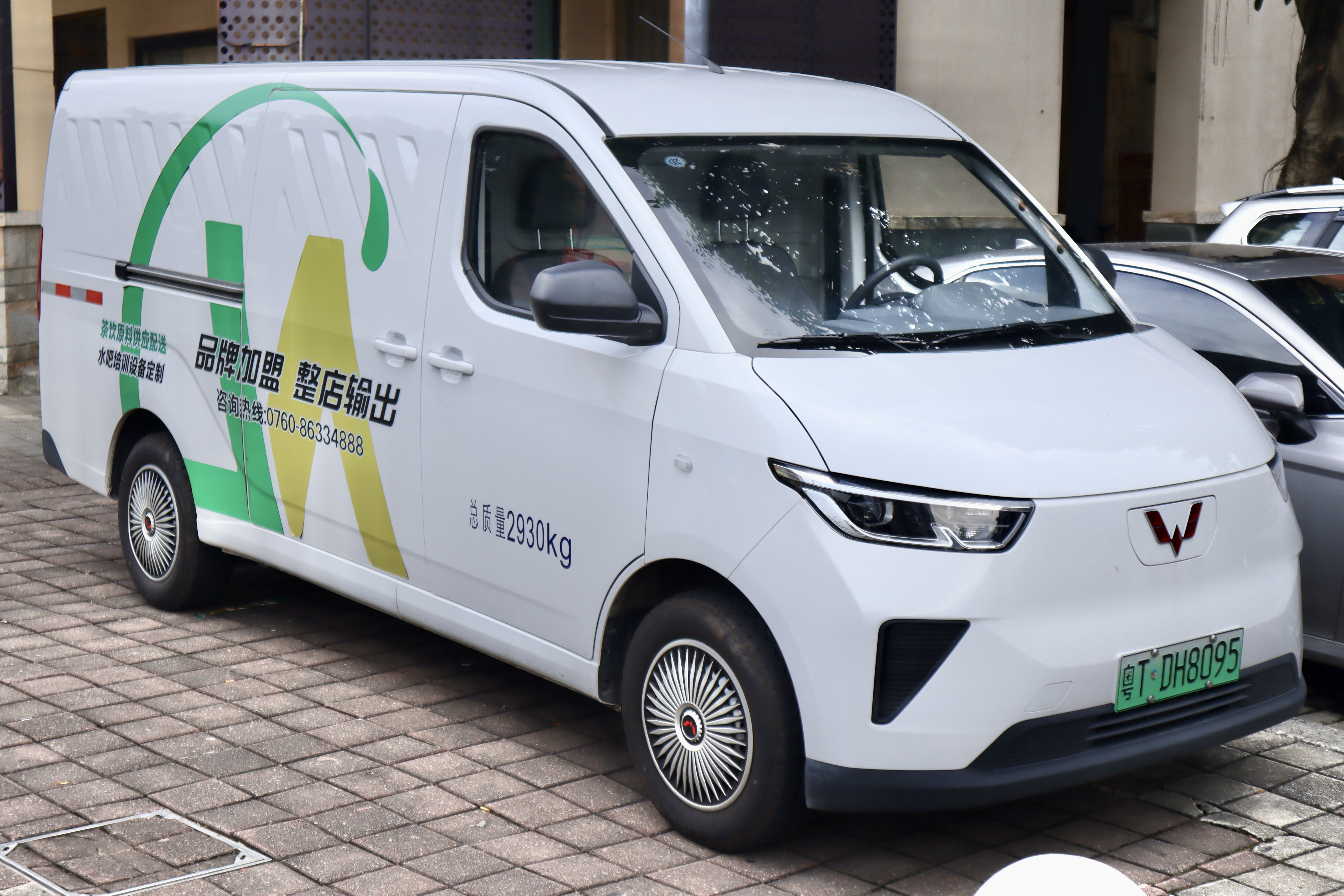
Wuling Yangguang